# Список народных артистов РСФСР
Список Народных артистов РСФСР
Ниже приведён список Народных артистов РСФСР по годам присвоения звания.

## Год присвоения не установлен
- Крамов, Александр Григорьевич (1885—1951), актёр, режиссёр театра
- Макарова, Тамара Фёдоровна (1907—1997), актриса кино
- Мичурина-Самойлова, Вера Аркадьевна (1866—1948), актриса театра[1]

## 1918 год
13 ноября 1918 года, присвоено постановлением Совета Народных Комиссаров Союза коммун Северной области; лишён звания постановлением Совета Народных Комиссаров РСФСР от 24.08.1927
- Шаляпин, Фёдор Иванович (1873—1938), оперный певец (бас)

## 1920-е годы

### 1920 год
20 февраля 1920 года, присвоено постановлением Совета Народных Комиссаров РСФСР
- Ермолова, Мария Николаевна (1853—1928), драматическая актриса (Малый театр)

### 1922 год
февраль 1922 года, присвоено постановлением Совета Народных Комиссаров РСФСР
- Давыдов, Владимир Николаевич (1849—1925), драматический актёр, театральный режиссёр

15 сентября 1922 года, присвоено постановлением Совета Народных Комиссаров РСФСР
- Сумбатов (Южин), Александр Иванович (1857—1927), актёр, драматург, театральный деятель

октябрь 1922 года, присвоено постановлением Совета Народных Комиссаров РСФСР
- Глазунов, Александр Константинович (1865—1936), композитор[4][5]

### 1923 год

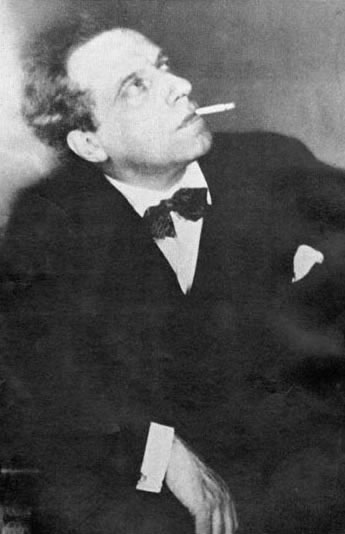
В. Э. Мейерхольд

27 марта 1923 года, присвоено постановлением Совета Народных Комиссаров СССР
- Мейерхольд, Всеволод Эмильевич (1874—1940), режиссёр
- Собинов, Леонид Витальевич (1872—1934), оперный певец (лирико-драматический тенор)

октябрь 1923 года, присвоено постановлением Совета Народных Комиссаров РСФСР
- Немирович-Данченко, Владимир Иванович (1858—1943), театральный режиссёр[8]
- Станиславский, Константин Сергеевич (1863—1938), театральный режиссёр

### 1924 год
24 октября 1924 года, присвоено постановлением Совета Народных Комиссаров РСФСР
- Лешковская, Елена Константиновна (1864—1925), драматическая актриса (Малый театр)
- Федотова, Гликерия Николаевна (1846—1925), актриса[10]

### 1925 год
9 января 1925 года, присвоено постановлением Совета Народных Комиссаров РСФСР
- Нежданова, Антонина Васильевна (1873—1950), оперная певица

30 января 1925 года, присвоено постановлением Совета Народных Комиссаров РСФСР
- Гельцер, Екатерина Васильевна (1876—1962), балерина

6 марта 1925 года, присвоено постановлением Совета Народных Комиссаров РСФСР
- Ершов, Иван Васильевич (1867—1943), оперный певец

24 июля 1925 года, присвоено постановлением Совета Народных Комиссаров РСФСР
- Сук, Вячеслав Иванович (1861—1933), дирижёр

### 1926 год
5 марта 1926 года, присвоено постановлением Совета Народных Комиссаров РСФСР
- Орленев, Павел Николаевич (1869—1932), актёр театра

17 марта 1926 года, присвоено постановлением Совета Народных Комиссаров РСФСР
- Москвин, Иван Михайлович (1874—1946), актёр

### 1927 год
апрель 1927 года, присвоено постановлением Совета Народных Комиссаров РСФСР
- Юрьев, Юрий Михайлович, (1872—1948), актёр

июль 1927 года, присвоено постановлением Совета Народных Комиссаров РСФСР
- Ипполитов-Иванов, Михаил Михайлович (1859—1935), композитор, дирижёр и музыкальный деятель

декабрь 1927 года, присвоено постановлением Совета Народных Комиссаров РСФСР
- Качалов, Василий Иванович (1875—1948), театральный актёр

### 1928 год

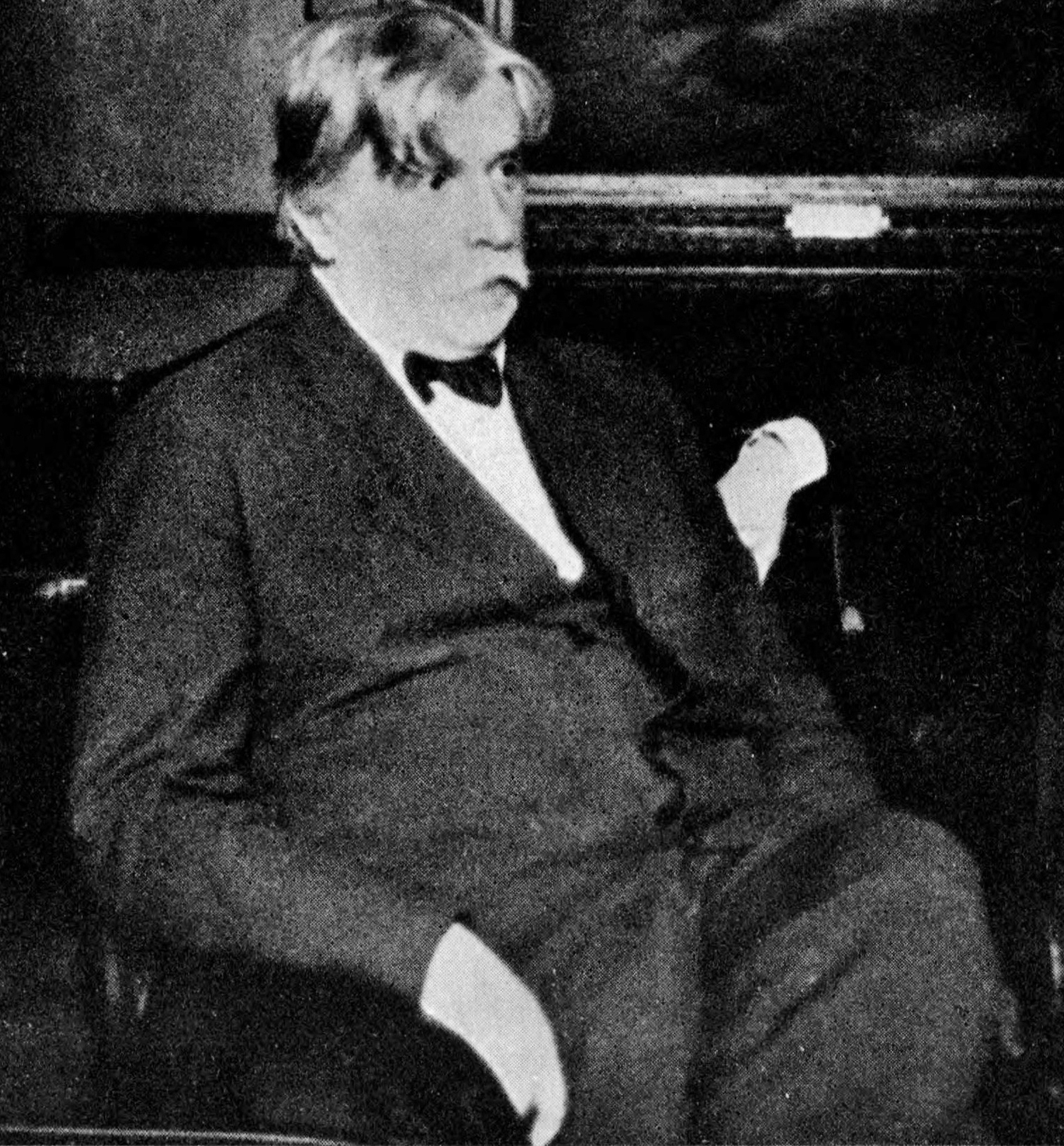
А. Я. Головин

июль 1928 года, присвоено постановлением Совета Народных Комиссаров РСФСР
- Блюменталь-Тамарина, Мария Михайловна (1859—1938), актриса кино и театра

26 октября 1928 года, присвоено постановлением Совета Народных Комиссаров РСФСР
- Леонидов, Леонид Миронович (1873—1941), актёр и режиссёр театра и кино
- Книппер-Чехова, Ольга Леонардовна (1868—1959), актриса

неизв.
- Головин, Александр Яковлевич (1863—1930), театральный художник, живописец[22][23]

### 1929 год
март 1929 года, присвоено постановлением Совета Народных Комиссаров РСФСР
- Яблочкина, Александра Александровна (1866—1964), актриса театра

сентябрь 1929 года, присвоено постановлением Совета Народных Комиссаров РСФСР
- Кузнецов, Степан Леонидович (1879—1932), театральный актёр

## 1930-е годы

### 1931 год
30 марта 1931 года, присвоено постановлением Совета Народных Комиссаров РСФСР
- Адельгейм, Роберт Львович (1860—1934), актёр театра[27][28][29]
- Адельгейм, Рафаил Львович (1861—1938), актёр театра[29]

неизв.
- Гольденвейзер, Александр Борисович (1875—1961), пианист, композитор

### 1932 год
ноябрь 1932 года

И. Н. Певцов

- Монахов, Николай Фёдорович (1875—1936), актёр[30][31]

неизв.
- Певцов, Илларион Николаевич (1879—1934), актёр театра и кино[32]

### 1933 год
16 января 1933 года
- Петров, Василий Родионович (1875—1937), оперный певец (бас)[32]
- Лилина, Мария Петровна (1866—1943), актриса[29]

20 марта 1933 года
- Пашенная, Вера Николаевна (1887—1962), актриса[34]

апрель 1933 года
- Любимов-Ланской, Евсей Осипович (1883—1943), актёр, театральный режиссёр[35][36]

май 1933 года
- Рыжова, Варвара Николаевна (1871—1963), актриса
- Массалитинова, Варвара Осиповна (1878—1945), актриса
- Климов, Михаил Михайлович (1880—1942), актёр
- Садовский, Пров Михайлович (младший) (1874—1947), актёр

октябрь 1933 года
- Держинская, Ксения Георгиевна (1889—1951), оперная певица
- Обухова, Надежда Андреевна (1886—1961), оперная певица[39]
- Авранек, Ульрих Иосифович (1853—1937), оперный хормейстер, дирижёр, виолончелист

октябрь 1933 года
- Тарханов, Михаил Михайлович (1877—1948), актёр[41]

### 1934 год
январь 1934 года
- Степанова, Елена Андреевна (1891—1978), оперная певица[43]
- Савранский, Леонид Филиппович (1876—1966), певец (драматический баритон)
- Штейнберг, Лев Петрович (1870—1945) — дирижёр, композитор. Народный артист СССР (1937)

январь-февраль 1934 года, присвоено Президиумом ВЦИК
- Андреев, Павел Захарович (1874—1950), оперный певец

март 1934 года
- Ваганова, Агриппина Яковлевна (1879—1951), артистка балета[45][46]
- Собольщиков-Самарин, Николай Иванович (1868—1945), актёр (присвоено Президиумом ВЦИК)[47]

апрель 1934 года
- Яковлев, Николай Капитонович (1869—1950), актёр[48]

декабрь 1934 года
- Тихомиров, Василий Дмитриевич (1878—1956), артист балета и балетмейстер[49][50]

неизв.
- Лепковский, Евгений Аркадьевич (1866—1939), актёр
- Синельников, Николай Николаевич (1885—1939), актёр

### 1935 год
январь 1935 года

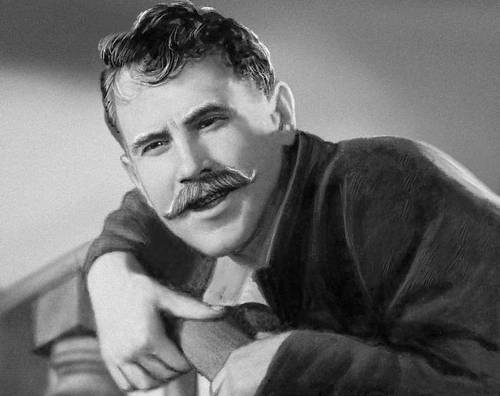
Б. А. Бабочкин

- Таиров, Александр Яковлевич (1885—1950), актёр и режиссёр[51]
- Коонен, Алиса Георгиевна (1889—1974), актриса[51][52]

март 1935 года
- Михоэлс, Соломон Михайлович (1890—1948), актёр, режиссёр театра[53][54]

июль 1935 года
- Глиэр, Рейнгольд Морицевич (1875—1956), композитор[55][56]

неизв.
- Бабочкин, Борис Андреевич (1904—1975) — актёр и режиссёр[57]
- Гардин, Владимир Ростиславович (1877—1965) — актёр и режиссёр
- Горин-Горяйнов, Борис Анатольевич (1883—1944), актёр[58]

### 1936 год
февраль 1936 года
- Самосуд, Самуил Абрамович (1884—1964), дирижёр[59]

### 1937 год
март 1937 года
- Остужев, Александр Алексеевич (1874—1953), актёр
- Симонов, Рубен Николаевич (1899—1968), актёр, режиссёр театра и кино, педагог

3 мая 1937 года
- Шевченко, Фаина Васильевна (1893—1971), актриса театра и кино[61]

2 июня 1937 года
- Файер, Юрий Фёдорович (1890—1971), дирижёр[62]
- Озеров, Николай Николаевич (1887—1953), оперный певец (лирико-драматический тенор)[62]
- Ханаев, Никандр Сергеевич (1890—1974), оперный певец[62]
- Лубенцов, Василий Никитич (1886—1975), оперный певец (бас)[62]

23 сентября 1937 года
- Костромской, Николай Феодосиевич (1874—1938), актёр
- Светловидов, Николай Афанасьевич (1889—1970), актёр театра и кино[63]
- Гоголева, Елена Николаевна (1900—1993), актриса
- Рыбников, Николай Николаевич (1879—1956), актёр
- Нароков, Михаил Семёнович (1879—1958), актёр
- Турчанинова, Евдокия Дмитриевна (1870—1963), актриса театра
- Ленин, Михаил Францевич (1880—1961), актёр

### 1938 год
февраль 1938 года
- Слонов, Иван Артемьевич (1882—1945), режиссёр

21 февраля 1938 года
- Николаев, Леонид Владимирович (1878—1942), пианист, композитор
- Асафьев, Борис Владимирович (1884—1949), композитор[64]

26 октября 1938 года
- Андровская, Ольга Николаевна (1898—1975), актриса
- Еланская, Клавдия Николаевна (1898—1972), актриса[65]
- Сахновский, Василий Григорьевич (1886—1945), театральный режиссёр, театровед
- Коренева, Лидия Михайловна (1885—1982), актриса
- Топорков, Василий Осипович (1889—1970), актёр и режиссёр
- Ершов, Владимир Львович (1896—1964), актёр
- Станицын, Виктор Яковлевич (1897—1976), актёр, режиссёр[66]
- Прудкин, Марк Исаакович (1898—1994), актёр
- Зуева, Анастасия Платоновна (1896—1986), актриса
- Ливанов, Борис Николаевич (1904—1972), актёр и режиссёр
- Судаков, Илья Яковлевич (1890—1969), актёр и режиссёр[67]

неизв.
- Пульвер, Лев Михайлович (1883—1970), композитор и музыкант

### 1939 год
- Брянцев, Александр Александрович (1883—1961), актёр, театральный режиссёр, основатель и руководитель первого в России театра для детей.
- Дуров, Владимир Григорьевич (1909—1972), артист цирка, дрессировщик[68].
- Журавленко, Павел Максимович (1887—1948), артист оперы (бас), оперетты и кино, концертный исполнитель и режиссёр
- Зускин, Вениамин Львович (1899—1952), еврейский актёр[69].
- Мигай, Сергей Иванович (1888—1959) — оперный певец, баритон.
- Печковский, Николай Константинович (1896—1966) — оперный певец, тенор.
- Преображенская, Софья Петровна (1904—1966) — оперная певица (меццо-сопрано)[70].
- Пульвер, Лев Михайлович (1883—1970) — композитор и музыкант[69].
- Симонов, Николай Константинович (1901—1973) — актёр театра и кино, театральный режиссёр.
- Ташкенбаев, Игамберды (1866—1963) — артист цирка, канатоходец.
- Черкасов, Николай Константинович (1903—1966), актёр театра и кино[71].
- Эдер, Борис Афанасьевич (1894—1970) — цирковой артист, дрессировщик (укротитель) хищных животных, основатель советской школы работы с цирковыми хищниками.

## 1940-е годы

### 1940 год
- Василенко, Сергей Никифорович (1872—1956), композитор и дирижёр[45]
- Гайдебуров, Павел Павлович (1877—1960), актёр[72]
- Канделаки, Владимир Аркадьевич (1908—1994), певец (бас-баритон).
- Кемарская, Надежда Фёдоровна (1899—1984), оперная певица (лирико-колоратурное сопрано).
- Поляков, Аркадий Васильевич (1893—1966), актёр театра и кино.
- Скоробогатов, Константин Васильевич (1887—1969), актёр театра и кино, театральный режиссёр.
- Уланова, Галина Сергеевна (1910—1998), балерина.
- Ярон, Григорий Маркович (1893—1963), артист оперетты, режиссёр.

### 1941 год
- Гольдина, Мария Соломоновна (1899—1970), оперная певица (меццо-сопрано) и педагог[73]
- Игумнов, Константин Николаевич (1873—1948), пианист[74]
- Мельтцер, Майя Леопольдовна (1899—1984), оперная певица, режиссёр[73]

### 1942 год
- Завадский, Юрий Александрович (1894—1977), режиссёр[75]
- Охлопков, Николай Павлович (1900—1967), актёр, режиссёр[75]
- Попов, Алексей Дмитриевич (1892—1961), режиссёр[75]

### 1943 год
- Голованов, Николай Семёнович (1891—1953), дирижёр[76]
- Грибов, Алексей Николаевич (1902—1977), актёр театра и кино[77]
- Кедров, Михаил Николаевич (1894—1972), актёр, режиссёр театра[77]
- Мансурова, Цецилия Львовна (1896—1976), актриса[78]
- Марецкая, Вера Петровна (1906—1978), актриса[76]
- Орлов, Дмитрий Николаевич (1892—1955), актёр театра[79]
- Соколовская, Нина Александровна (Антонина Соколовская; 1867—1952), актриса[77]

### 1944 год
- Абдулов, Осип Наумович (1900—1953), актёр театра и кино, театральный режиссёр[80]
- Грановская, Елена Маврикиевна (1877—1968), актриса[81]
- Жаров, Михаил Иванович (1899—1981), актёр[82]
- Казьмин, Пётр Михайлович (1892—1964), фольклорист, хоровой дирижёр[83]
- Маргулян, Арнольд Эвадьевич (1879—1950), дирижёр[84]
- Орлов, Александр Иванович (1873—1948) — русский и советский дирижёр[80]
- Ростовцев, Иван Алексеевич (1873—1947), режиссёр, актёр[85]
- Софронов, Василий Яковлевич(1884—1960), актёр[81]
- Сушкевич, Борис Михайлович (1887—1946), режиссёр, актёр[85]

### 1945 год
- Акимов, Николай Павлович (1901—1968) — театральный художник, театральный режиссёр, живописец и книжный график[86]
- Берсенев, Иван Николаевич (1889—1951) — актёр, театральный режиссёр[87]
- Боголюбов, Николай Иванович (1899—1980) — актёр[86]
- Волков, Леонид Андреевич (1893—1976) — актёр[88]
- Зубов, Константин Александрович (1888—1956) — актёр, режиссёр театра и кино, театральный педагог[87]
- Ильинский, Игорь Владимирович (1901—1987) — актёр, режиссёр театра и кино, мастер художественного слова (чтец)[89]
- Петров, Николай Васильевич (режиссёр) (1890—1964), театральный режиссёр[88]
- Толчанов, Иосиф Моисеевич (1891—1981), актёр театра и кино, театральный режиссёр[90]

### 1946 год
- Бирман, Серафима Германовна (1890—1976), актриса[91]
- Васильев, Георгий Михайлович (1892—1949), актёр и театральный режиссёр.
- Вивьен, Леонид Сергеевич (1887—1966), актёр, театральный режиссёр.
- Гедике, Александр Фёдорович (1877—1957), композитор, органист, пианист.
- Гиацинтова, Софья Владимировна (1895—1982), актриса и театральный режиссёр.
- Горюнов, Анатолий Иосифович (1902—1951), актёр[92]
- Державин, Михаил Степанович (1903—1951), актёр[93]
- Дорошенко, Александр Михайлович (1874—1950), актёр[94]
- Захава, Борис Евгеньевич (1896—1976), театральный режиссёр, актёр[22]
- Козолупов, Семён Матвеевич (1884—1961), виолончелист.
- Муратов, Степан Михайлович (1885—1957), актёр и театральный режиссёр.
- Свешников, Александр Васильевич (1890—1980), хоровой дирижёр.
- Хенкин, Владимир Яковлевич (1883—1953), актёр[95]
- Хохлов, Александр Евгеньевич (1892—1966), актёр театра и кино.

### 1947 год

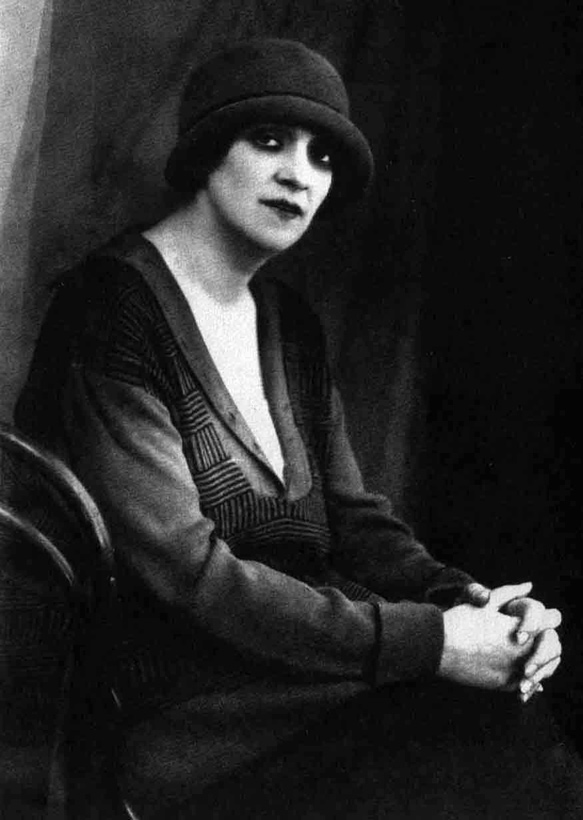
Ф. Г. Раневская

- Алексеева, Елизавета Георгиевна (1901—1972), актриса театра[96]
- Бабанова, Мария Ивановна (1900—1983) актриса театра и кино
- Батурин, Александр Иосифович (1904—1983), оперный певец (бас-баритон).
- Болдуман, Михаил Пантелеймонович (1898—1983), актёр театра и кино[57]
- Ванин, Василий Васильевич (1898—1951), актёр театра и кино, театральный режиссёр.
- Володин, Владимир Сергеевич (1896—1958), актёр театра и кино[97]
- Воронов, Владимир Иванович (1890—1985), актёр
- Герага, Павел Иосифович (1892—1969), актёр театра и кино[98]
- Дикий, Алексей Денисович (1889—1955), актёр театра и кино, театральный режиссёр.
- Зеркалова, Дарья Васильевна (1901—1982), драматическая актриса[22]
- Зражевский, Александр Иванович (1886—1950), актёр театра и кино.
- Иванов, Алексей Петрович) (1904—1982), оперный певец[99]
- Итин-Малютин, Яков Осипович (1886—1964), актёр театра и кино.
- Казанцева, Надежда Аполлинарьевна (1911—2000), певица (колоратурное сопрано).
- Ковалёва, Ольга Васильевна (1881—1962), певица (контральто)[100]
- Кругликова, Елена Дмитриевна (1907—1982), оперная певица (лирическое сопрано)
- Кувыкин, Иван Михайлович (1893—1950), хормейстер.
- Леондор, Григорий Евсеевич (1894—1959), актёр театра и режиссёр.
- Лепешинская, Ольга Васильевна (1916—2008), балерина[101]
- Лобанов, Андрей Михайлович (1900—1959), театральный режиссёр.
- Межинский, Семён Борисович (1889—1978), актёр[102]
- Мелик-Пашаев, Александр Шамильевич (1905—1964), дирижёр[103]
- Мордвинов, Николай Дмитриевич (1901—1966), актёр[104]
- Норцов, Пантелеймон Маркович (1900—1993), оперный певец (лирический баритон)[32]
- Нэлепп, Георгий Михайлович (1904—1957), оперный певец[105]
- Образцов, Сергей Владимирович (1901—1992), актёр и режиссёр театра кукол[106]
- Орлов, Василий Александрович (1896—1974) — актёр театра и кино.
- Орлова, Любовь Петровна (1902—1975), актриса театра и кино[107]
- Орочко, Анна Алексеевна (1898—1965), актриса театра и кино, режиссёр[32]
- Поль, Павел Николаевич (1887—1955), актёр театра и кино
- Прокофьев, Сергей Сергеевич (1891—1953), композитор[108]
- Раневская, Фаина Георгиевна (1896—1984), актриса[109]
- Рождественская, Наталья Петровна (1900—1997), певица (сопрано).
- Свердлин, Лев Наумович (1901—1969), актёр, режиссёр театра
- Середа, Николай Николаевич (1890—1948), певец.
- Степанова, Ангелина Иосифовна (1905—2000), актриса театра и кино.
- Хайкин, Борис Эммануилович (1904—1978), дирижёр[57]
- Халилеева, Александра Андреевна (1907—1971), певица (лирико-колоратурное сопрано).
- Хачатурян, Арам Ильич (1903—1978), композитор[110]
- Цесевич, Платон Иванович (1879—1958), артист оперы (бас-кантанте), камерный певец.
- Чебан, Александр Иванович (1886—1954), актёр театра и кино, режиссёр театра.
- Шапорин, Юрий Александрович (1887—1966), композитор[111]
- Шебалин, Виссарион Яковлевич (1902—1963), композитор.
- Шостакович, Дмитрий Дмитриевич (1906—1975), композитор, пианист.
- Шпиллер, Наталья Дмитриевна (1909—1995), оперная певица.
- Штраух, Максим Максимович (1900—1974), актёр, режиссёр.
- Яншин, Михаил Михайлович (1902—1976), актёр, режиссёр[112]

### 1948 год
- Александров, Борис Александрович (1905—1994), композитор, дирижёр[113].
- Бендина, Вера Дмитриевна (1900—1974), актриса[114].
- Блинников, Сергей Капитонович (1901—1969), актёр и режиссёр[115].
- Вербицкий, Всеволод Алексеевич (1896—1951), актёр.
- Готовцев, Владимир Васильевич (1885—1976), актёр[116].
- Дорохин, Николай Иванович (1905—1953), актёр[117].
- Жильцов, Алексей Васильевич (1895—1972), актёр[22]
- Комиссаров, Александр Михайлович (1904—1975), актёр[118].
- Кторов, Анатолий Петрович (1898—1980), актёр.
- Кудрявцев, Иван Михайлович (1898—1966), актёр.
- Литовцева, Нина Николаевна (1878—1956), актриса и режиссёр.
- Массальский, Павел Владимирович (1904—1979), актёр.
- Петкер, Борис Яковлевич (1902—1983), актёр.
- Попов, Владимир Александрович (1889—1968), актёр.
- Попова, Вера Николаевна (1889—1983), актриса.
- Титова, Мария Андреевна (1899—1994), актриса.
- Халютина, Софья Васильевна (1875—1960), актриса.

### 1949 год
- Анненков, Николай Александрович (1899—1999), актёр театра и кино[119].
- Белов, Григорий Акинфович (1895—1965), актёр театра и кино[120].
- Борисов, Александр Фёдорович (1905—1982), актёр театра и кино.
- Викландт, Ольга Артуровна (1911—1995), актриса театра и кино[121]
- Владиславский, Владимир Александрович (1891—1970), актёр театра и кино[122]
- Грузинский, Александр Павлович (1899—1968), актёр театра и кино[123]
- Зубаиров, Абдулла-Амин Фахреевич (1891—1963), башкирский актёр[22]
- Каюков, Степан Яковлевич (1898—1960), актёр театра и кино.
- Ковров, Георгий Иванович (1891—1961), актёр театра и кино[124]
- Лебедев, Владимир Фёдорович (1870—1952), рассказчик, драматический артист[125]
- Левкоев, Николай Александрович (1891—1982), актёр
- Леонтьев, Пётр Иванович (1883—1951), актёр театра и кино.
- Мингажев, Гималетдин Мингажевич (1889—1955), актёр, драматург, теоретик театра.
- Оленин, Борис Юльевич (1903—1961), актёр театра[32]
- Плятт, Ростислав Янович (1908—1989), актёр театра и кино
- Покровский, Николай Александрович (1896—1961), актёр и театральный режиссёр
- Прозоровский, Лев Михайлович (1880—1954), актёр, режиссёр театра
- Рыжов, Николай Иванович (1900—1986), актёр театра и кино[57]
- Сашин-Никольский, Александр Иванович (1894—1967), актёр[126]
- Фадеева, Софья Николаевна (1901—1989), актриса театра и кино[127]
- Шамин, Николай Николаевич (1886—1966), актёр театра и кино
- Шатрова, Елена Митрофановна (1892—1976), актриса театра и кино[128]

## 1950-е годы

### 1950 год
- Абжалилов, Халил Галеевич (1896—1963), актёр театра и кино[129]
- Андреев, Борис Фёдорович (1915—1982), актёр театра и кино
- Астангов, Михаил Фёдорович (1900—1965), актёр театра и кино
- Гончаренко-Гончарова, Клавдия Григорьевна (1894—1960), театральная актриса
- Довженко, Александр Петрович (1894—1956), актёр, режиссёр
- Дунаевский, Исаак Осипович (Иосифович) (1900—1955), композитор[130]
- Згуриди, Александр Михайлович (1904—1998), кинорежиссёр научно-популярного кино[131]
- Ильин, Борис Фёдорович (1901—1979), актёр
- Карганов, Павел Александрович (1883—1961), актёр
- Колофидин, Никифор Григорьевич (1902—1978), актёр
- Крючков, Николай Афанасьевич (1911—1994), актёр театра и кино[132]
- Кузьмина, Елена Александровна (1909—1979), киноактриса.[133]
- Лобанов, Иван Петрович (1891—1969), актёр театра
- Сперантова, Валентина Александровна (1904—1978), актриса театра и кино[57]
- Тенин, Борис Михайлович (1905—1990), актёр театра и кино[134]
- Токарева, Мария Александровна (1894—1965), актриса
- Чудинова, Александра Дмитриевна (1896—1971), актриса
- Якушенко, Николай Иванович (1897—1971), актёр театра и кино

### 1951 год
- Антонова, Елизавета Ивановна (1904—1994), оперная певица (контральто).
- Большаков, Григорий Филиппович (1904—1974), оперный певец (тенор).
- Бурлак, Иван Павлович (1893—1964), оперный певец (баритон).
- Бурэ-Небельсен, Валерий Анастасович (1889—1955), актёр театра.
- Габович, Михаил Маркович (1905—1965), артист балета[28][135][136]
- Давыдова, Вера Александровна (1906—1993), оперная певица (меццо-сопрано)[22]
- Домашёва, Мария Петровна (1875—1952), актриса[137]
- Дудинская, Наталия Михайловна (1912—2003), артистка балета.
- Ермолаев, Алексей Николаевич (1910—1975), артист балета[138]
- Захаров, Ростислав Владимирович (1907—1984), балетмейстер и режиссёр[22]
- Златогорова, Бронислава Яковлевна (1904—1995), оперная певица (контральто).
- Карякина, Елена Петровна (1904—1979), актриса театра и кино.
- Кибардина, Валентина Тихоновна (1907—1988), актриса театра и кино[139]
- Колесников, Николай Николаевич (1898—1959), актёр театра и кино.
- Кривченя, Алексей Филиппович(1910—1974), оперный певец (бас)[140]
- Лариков, Александр Иосифович (1890—1960), актёр театра и кино[141].
- Лисициан, Павел Герасимович (1911—2004), оперный певец (баритон).
- Максакова, Мария Петровна (1902—1974), оперная певица (лирическое меццо-сопрано)[57]
- Мессерер, Асаф Михайлович (1903—1992), артист балета, балетмейстер[57].
- Полицеймако, Виталий Павлович (1906—1967), актёр театра и кино[142]
- Ратомский, Владимир Никитич (1891—1965), актёр театра и кино[143].
- Селиванов, Пётр Иванович (1905—1980), оперный певец (баритон).
- Семёнова, Марина Тимофеевна (1908—2010), балерина[57]
- Сергеев, Константин Михайлович (1910—1992), артист балета[144].
- Толубеев, Юрий Владимирович (1906—1979), актёр театра и кино.
- Шумская, Елизавета Владимировна (1905—1988), оперная певица (лирико-колоратурное сопрано).
- Янцат, Валентин Иванович (1905—1967), актёр театра и кино.

### 1952 год
- Абрикосов, Андрей Львович (1906—1973), актёр театра и кино[145]
- Лескова, Анастасия Спиридоновна (1903—1990), актриса
- Лукьянов, Сергей Владимирович (1910—1965), актёр театра и кино[146]

### 1953 год
- Михайлов, Николай Фёдорович (1902—1969), актёр, режиссёр
- Никольский, Михаил Михайлович (1907—1971), актёр, режиссёр, художник[32]
- Папов, Сергей Иванович (1904—1970), актёр театра и кино[147].
- Ромоданов, Сергей Дмитриевич (1899—1975), актёр театра и кино
- Самойлов, Евгений Валерианович (1912—2006), актёр театра и кино
- Честноков, Владимир Иванович (1904—1968), актёр театра и кино

### 1954 год
- Антошенков, Григорий Иванович (1898—1970), актёр.
- Ардаров, Григорий Павлович (1988—1956), актёр, режиссёр[148]
- Белёвцева, Наталия Алексеевна (1895—1974), актриса Малого театра[149]
- Белокуров, Владимир Вячеславович (1904—1973), актёр[150]
- Богданов, Палладий Андреевич (1881—1971), хормейстер
- Борская, Надежда Дмитриевна (1885—1963), актриса[151]
- Бравин, Николай Михайлович (1883—1956), артист оперетты
- Гаук, Александр Васильевич (1893—1963), дирижёр, композитор[152].
- Глизер, Юдифь Самойловна (1904—1968), актриса[153]
- Добржанская, Любовь Ивановна (1908—1980), актриса театра и кино[57]
- Ельцин, Сергей Витальевич (1897—1970), дирижёр оперы.
- Жилина, Елена Ефимовна (1890—1963), актриса
- Кабалевский, Дмитрий Борисович (1904—1987), композитор[57]
- Кириллов, Григорий Павлович (1900—1977), режиссёр
- Константинов, Пётр Александрович (1899—1973), актёр[57].
- Лепко, Владимир Алексеевич (1898—1963), актёр[154].
- Любимов, Владимир Александрович (1897—1971), актёр театра и кино[155]
- Марин, Иван Никитович (1905—1983), актёр театра и кино[156]
- Насретдинова, Зайтуна Агзамовна (1923—2009), балерина
- Половикова, Клавдия Михайловна (1896—1979), актриса
- Самойлов, Евгений Валерианович (1912—2006), актёр театра и кино
- Свободин, Николай Капитонович (1898—1965), актёр
- Синицын, Константин Александрович (1912—1976), актёр
- Скопина, Людмила Александровна (1903—1992), актриса
- Смирнов, Борис Александрович (1908—1982), актёр
- Толмазов, Борис Никитич (1912—1985), режиссёр и актёр[157][158]
- Ханов, Александр Александрович (1904—1983), актёр[159]
- Хованский, Александр Панкратьевич (1890—1962), актёр
- Ходурский, Антоний Марцельевич (1903—1972), актёр
- Хренников, Тихон Николаевич (1913—2007), композитор[160].

### 1955 год
- Бикбулатова, Зайтуна Исламовна (1908—1992), актриса театра[161].
- Валеева, Бану Нургалеевна (1914—2003), певица
- Галимов, Валиахмет Гирфанович (1908—1994), актёр и режиссёр
- Жуковский, Борис Елисеевич (1900—1963), актёр
- Зимина, Татьяна Анатольевна (р. 1928), балерина[22]
- Ильинский, Александр Васильевич (1896—1956), артист оперетты
- Карамышев, Галимджан Харисович (1903—1977), актёр
- Колесников, Николай Семёнович (1893—?), актёр
- Кольцов, Виктор Григорьевич (1898—1978), актёр
- Кузнецов, Виктор Иванович (1911—1981), актёр
- Лизунов-Арканов, Вениамин Павлович (1905—1973), певец
- Любезнов, Иван Александрович (1909—1988), актёр, чтец[162]
- Меркурьев, Василий Васильевич (1904—1978), актёр театра и кино
- Мурадова, Барият Солтанмеджидовна (1914—2001), актриса
- Мязина, Екатерина Петровна (1898—1963), актриса
- Мясникова, Лидия Владимировна (1911—2005), оперная певица[163]
- Небольсин, Василий Васильевич (1898—1958), дирижёр.
- Оборин, Лев Николаевич (1907—1974), пианист[164]
- Оскотский-Гросс, Григорий Семёнович (1901—1959), артист оперетты
- Петипа-Чижова, Надежда Константиновна (1896—1977), актриса
- Петров, Иван Иванович (1920—2003), оперный певец[165]
- Рихтер, Святослав Теофилович (1915—1997), пианист[166]
- Сафиуллин, Халяф Гатеевич (1921—1965), артист балета
- Соколовский, Владислав Александрович (1898—1964), актёр
- Сулейманова, Гузель Галеевна (1927—1969), балерина
- Сутягин, Александр Васильевич (1915—1991), певец
- Хабибуллин, Габдрахман Сулейманович (1904—1969), певец
- Целиковский, Василий Васильевич (1900—1958), дирижёр

### 1956 год
- Алексеев, Иван Павлович (1913—1990), певец
- Астафьев, Святослав Владимирович (1907—1990), актёр
- Балашов, Сергей Михайлович (1903—1989), артист эстрады, мастер художественного слова[167]
- Битюцкий, Вениамин Семёнович (1902—1980), актёр[168]
- Буйный, Михаил Алексеевич (1903—1975), актёр
- Гончарова, Надежда Васильевна (1902—1963), актриса
- Дальская, Елизавета Константиновна (1899—1962), актриса
- Долуханова, Зара Александровна (1918—2007), певица[169]
- Иванов, Константин Константинович (1907—1984), дирижёр
- Казико, Ольга Георгиевна (1900—1963), актриса
- Кашеварова, Ольга Афанасьевна (1905—1977), певица
- Лаптев, Константин Антонович (1904—1990), певец
- Лопухов, Фёдор Васильевич (1886—1973), артист балета, балетмейстер[139][170]
- Макарьев, Леонид Фёдорович (1892—1975), актёр и режиссёр
- Менглет, Георгий Павлович (1912—2001), актёр[57]
- Нейгауз, Генрих Густавович (1888—1964), пианист
- Никитина, Валентина Иосифовна (1895—1975), актриса театра[32]
- Плисецкая, Майя Михайловна (1925—2015), балерина[171]
- Разумов, Василий Иванович (1892—1973), актёр
- Редлих, Вера Павловна (1894—1992), актриса и режиссёр,[172]
- Русинова, Нина Павловна (1896—1986), актриса
- Слонова, Надежда Ивановна (1906—2002), актриса
- Стручкова, Раиса Степановна (1925—2005), балерина[173]
- Товстоногов, Георгий Александрович (1913—1989), режиссёр, народный артист СССР (1957)
- Тхапсаев, Владимир Васильевич (1910—1981), осетинский актёр театра и кино
- Фирсова (Варшавская), Вера Михайловна (1918—1993), оперная певица
- Шебуева-Чекмасова, Зоя Константиновна (1900—2007), актриса
- Эрдели, Ксения Александровна (1878—1971), арфистка, народная артистка СССР (1966)
- Ярошенко, Лаврентий Артемьевич (1909—1975), певец

### 1957 год
- Агаронова, Елена Герасимовна (1903—1985), актриса
- Агеев, Виктор Иванович (1887—1962), актёр[28]
- Аренский, Михаил Васильевич (1895—1980), актёр
- Бирюков, Сергей Сергеевич (1897—1962), актёр
- Бойкиня, Никифор Михайлович (1901—1998), оперный певец
- Брегвадзе, Борис Яковлевич (1926—2012), артист балета, балетмейстер[136]
- Бржеский, Сергей Игнатьевич (1900—1985), актёр театра[28]
- Бугаев, Иван Максимович (1919—1980), оперный певец
- Булатова, Галия Фатыховна (1906—1985), актриса
- Булатова, Мунира Закировна (1914—2011), певица
- Вольф-Израэль, Евгения Михайловна (1897—1975), актриса
- Гендунова, Найдан Намжиловна (1913—1984), актриса Бурятского театра драмы[174]
- Григорьев, Спиридон Алексеевич (1910—1986), главный режиссёр Якутского музыкально-драматического театра.
- Грикуров, Эдуард Петрович (1907—1982), дирижёр[136]
- Гриценко, Лилия Олимпиевна (1917—1989), актриса театра и кино[175]
- Гриценко, Николай Олимпиевич (1912—1979), актёр театра и кино[57]
- Даутов, Нияз Курамшевич (1913—1986), оперный певец[176]
- Дубровина, Вера Андреевна (1917—2000), артистка балета[177]
- Зарубина, Ирина Петровна (1907—1976), актриса театра и кино[22]
- Зубковская, Инна Борисовна (1923—2001), балерина[22]
- Иванова-Головко, Кира Николаевна (1919—2017), актриса
- Казаринова, Нина Николаевна (1907—1999), актриса
- Камал III (1900—1968), актёр
- Касьянов, Александр Александрович (1891—1982), композитор[57]
- Каширгова, Кураца Измаиловна (1899—1974), гармонистка
- Колесов, Михаил Григорьевич (1895—1965), актёр
- Колобаев, Александр Аркадьевич (1901—1980), актёр
- Кондратьев, Михаил Леонидович (1906—1984), актёр
- Лаврова, Татьяна Николаевна (1911—2004), оперная певица (лирико-колоратурное сопрано)[178]
- Лебзак, Ольга Яковлевна (1914—1983), актриса
- Луков, Леонид Давидович (1909—1963) — кинорежиссёр[179]
- Макаров, Аскольд Анатольевич (1925—2000), артист балета[180]
- Масленникова, Ирина Ивановна (1918—2013), оперная певица
- Мурадели, Вано Ильич (1908—1970), композитор[57]
- Насретдинов, Фахри Хусаинович (1911—1986), оперный певец[181]
- Никитин, Александр Алексеевич (1908—1984), главный режиссёр Ростовского областного драматического театра имени М. Горького[32]
- Плотников, Николай Сергеевич (1897—1979), актёр, режиссёр[57]
- Покровский, Борис Александрович (1912—2009), оперный режиссёр
- Понсова, Елена Дмитриевна (1907—1966), актриса
- Похитонов, Даниил Ильич (1878—1957), дирижёр
- Прозоров, Николай Захарович (1907—1988), актёр
- Птушко, Александр Лукич (1900—1973), кинорежиссёр, кинооператор, мультипликатор, сценарист, художник
- Райкин, Аркадий Исаакович (1911—1987), актёр, режиссёр[57]
- Рашевская, Наталья Сергеевна (1893—1962), актриса и режиссёр[182]
- Рахманкулова, Марьям Маннановна (1901—1990), певица (меццо-сопрано) и композитор[183]
- Ремизова, Александра Исааковна (1903—1989), актриса
- Решетников, Пётр Михайлович (1915—1960), артист Якутского музыкально-драматического театра.
- Рикка, Сиркка Андреевна (1912—2002), певица
- Родионов, Николай Ильич (1906—2000), актёр
- Ромппайнен, Тойво Иванович (1901—1976), актёр
- Салигаскарова, Магафура Галиулловна (1922—2015), певица
- Сальников, Георгий Иванович (1909—1983), актёр театра[32]
- Серебряков, Павел Алексеевич (1909—1977), пианист[184]
- Смирнов, Борис Александрович (1908—1982), актёр
- Смирнов-Сокольский, Николай Павлович (1898—1962), актёр
- Смирнова-Валентинова, Тамара Владимировна (1911—??), актриса
- Соковнин, Евгений Николаевич (1904—1973), оперный режиссёр.
- Соловьёв-Седой, Василий Павлович (1907—1979), композитор[57]
- Соснин, Николай Николаевич (Соловьёв; 1884—1962), актёр
- Сонов, Мухарби Курманович (1916—1957), актёр
- Станиславова, Галина Евгеньевна (1920—2003), оперная певица
- Стрижова, Анна Николаевна (1898—1971), актриса
- Тиме-Качалова, Елизавета Ивановна (1884—1968), актриса
- Томберг, Елизавета Степановна (1909—1988), актриса, народная артистка СССР (1959)
- Усков, Владимир Викторович (1907—1980), актёр
- Устинова, Татьяна Алексеевна (1909—1999), главный балетмейстер Государственного русского драматического хора имени М. Е. Пятницкого.
- Фенстер, Борис Александрович (1916—1960), артист балета
- Фрейндлих, Бруно Артурович (1909—2002), актёр[57]
- Халитов, Фуад Ибрагимович (1909—1981), актёр[57]
- Хватов, Василий Васильевич (1891—1975), руководитель и дирижёр оркестра Государственного русского народного хора имени М. Е. Пятницкого.
- Шамуков, Габдулла Рухуллович (1909—1981), актёр театра[185]
- Шапошников, Сергей Николаевич (1911—1973), оперный певец
- Шебуев, Георгий Александрович (1891—1974), актёр
- Шелест, Алла Яковлевна (1919—1998), балерина
- Шкаровский, Ниссон Адольфович (1904—1964), дирижёр
- Юлтыева, Нинель Даутовна (1926—2014), балерина
- Юнгер, Елена Владимировна (1910—1999), актриса
- Юткевич, Сергей Иосифович (1904—1985), кинорежиссёр, народный артист СССР (1962)
- Яунзем, Ирма Петровна (1897—1975), камерная певица[186]
- Яшугин, Иван Петрович (1907—1992), певец (баc)[187]

### 1958 год
- Акимов, Виктор Акимович (1902—1980), актёр
- Андрианов, Владимир Павлович (1906—1985), советский актёр и режиссёр театра[188]
- Баблоев, Сурен Исаакович (1918—1979), хоровой дирижёр, народный артист СССР (1978)
- Баратов, Леонид Васильевич (1895—1964), советский режиссёр театра
- Бугримова, Ирина Николаевна (1910—2001), артистка цирка — дрессировщица[189]
- Вутирас, Иван Христофорович (1914—1976), певец
- Голованов, Лев Викторович (1926—2015), танцовщик[57]
- Долин, Борис Генрихович (1903—1976), кинорежиссёр
- Егорова, Анна Ивановна (1915—1995), певица
- Зак, Исидор Аркадьевич (1909—1998), дирижёр[190]
- Зейферт, Тамара Алексеевна (1918—2005), танцовщица[22]
- Золотарёва, Юлия Фёдоровна (1929—2010), певица
- Карташов, Иван Дмитриевич (1909—1981), артист балета
- Кирсанов, Пётр Михайлович (1902—1977), актёр
- Кнебель, Мария Осиповна (1898—1985), актриса, режиссёр, театральный педагог[191]
- Колышкин, Георгий Алексеевич (1904—1985), хоровой дирижёр
- Крамова, Галина Алексеевна (1900—1974), актриса
- Крупенина (Гревцова) Лидия Ивановна (1928—2016), артистка балета.
- Ложкин, Кузьма Алексеевич (1909—1981), актёр
- Людмилин, Анатолий Алексеевич (1903—1966), дирижёр
- Массалитинов, Константин Ираклиевич (1905—1979), хоровой дирижёр[192].
- Машков, Александр Иванович (1909—1999), актёр
- Мордасова, Мария Николаевна (1915—1997), певица[193]
- Нассонов, Константин Аркадьевич (1895—1963), актёр
- Некрасов, Пётр Сергеевич (1889—1963), актёр, режиссёр[32]
- Нельский, Валерий Сергеевич (1906—1990), драматический актёр[32]
- Оганезова, Тамара Сумбатовна (1895—1976), актриса театра[32]
- Ожигин, Степан Петрович (1916—1992), актёр театра[32]
- Окунева, Вера Ивановна (1891—1976), актриса
- Пастунов, Александр Михайлович (1906—1960), актёр
- Попов, Олег Константинович (1930—2016), артист цирка[57]
- Ренард-Кио, Эмиль Теодорович (1894—1965), иллюзионист
- Румянцев, Михаил Николаевич (1901—1983), артист цирка[189]
- Соколов, Владислав Геннадиевич (1908—1993), хоровой дирижёр, народный артист СССР (1966)
- Туганов, Михаил Николаевич (1900—1974), артист цирка
- Туманов, Иосиф Михайлович (1909—1981), актёр, театральный режиссёр[194]
- Утёсов, Леонид Осипович (1895—1982), певец, актёр[195]
- Филатов, Валентин Иванович (1920—1979), артист цирка[57]
- Чернов, Алексей Петрович (1908—1979), актёр театра и кино.
- Шишигин, Фирс Ефимович (1908—1985), театральный режиссёр

### 1959 год
- Алчевский, Василий Иванович (1904—1975), артист оперетты
- Аникеев, Серафим Михайлович (1904—1962), актёр театра и кино[196]
- Балдаков, Бадма Мелентьевич (1918—1974), оперный певец
- Борисенко, Вероника Ивановна (1918—1995), оперная певица
- Вампилов, Буда Николаевич (1920—2002), актёр
- Галлис, Леонид Павлович (1911—1977), актёр театра и кино[29]
- Генинов, Чойжи-Нима Генинович (1907—1965), актёр Бурятского театра драмы.
- Зельдин, Владимир Михайлович (1915—2016), актёр театра и кино[22]
- Зорич, Зинаида Николаевна (1892—1971), драматическая актриса[22]
- Ивановский, Владимир Викторович (1912—2004) — оперный певец[197]
- Карпова, Дарья Кузьминична (1914—2003), актриса
- Лавровский, Леонид Михайлович (1905—1967). балетмейстер, народный артист СССР (1965)
- Ланкинен, Тойво Иванович (1907—1970), актёр
- Мосолова, Лидия Владимировна (1918—1996), актриса[57].
- Надеждина, Надежда Сергеевна (1908—1979), балерина, балетмейстер[57].
- Огнивцев, Александр Павлович (1920—1981), оперный певец[198]
- Пергамент, Александр Викторович (1906—1969), театральный режиссёр
- Петрова, Надежда Казаковна (1919—2011), певица
- Попов, Андрей Алексеевич (1918—1983), актёр театра и кино, режиссёр[199]
- Попов, Валентин Николаевич (1907—1987), певец
- Рошаль, Григорий Львович (1899—1983), кинорежиссёр[57].
- Сахьянова, Лариса Петровна (1930—2001), балерина, народная артистка СССР (1963)
- Синисало, Гельмер-Райнер Нестерович (1920—1989), композитор и флейтист[200]
- Собольщикова-Самарина, Антонина Николаевна (1892—1971), актриса, народная артистка СССР (1968)
- Халматов, Владимир Константинович (1912—1969), актёр
- Якут, Всеволод Семёнович (1912—1991), актёр театра и кино[158]
- Янет, Николай Яковлевич (1893—1978), артист оперетты

## 1960-е годы

### 1960 год
- Абакаров, Рабадан Гасанович (1917—1995), артист цирка, канатоходец, акробат[28][201].
- Александровская, Екатерина Владимировна (1899—1973), актриса театра и кино[202].
- Алексеев, Борис Алексеевич (1911—1973), актёр театра[203].
- Антонюк, Людмила Семёновна (1921—2001), актриса театра и кино[204].
- Беляев, Евгений Михайлович (1926—1994), певец[205].
- Виноградов, Константин Петрович (1899—1980), хормейстер
- Власова, Ольга Николаевна (1906—1993), актриса оперетты[206].
- Гаджикурбанов, Яраги Исаевич (1917—1997), цирковой артист, канатоходец[28]
- Гершт, Меер Абрамович (1908—1986), режиссёр
- Дембицкая, Феодосия Александровна (1901—2002), актриса
- Дубинский, Николай Вячеславович (1911—1973), актёр[207].
- Дударова, Вероника Борисовна (1916—2009), дирижёр[208]
- Дудин, Владимир Фёдорович (1909—1982), режиссёр
- Дышекова, Куна Хажмурзовна (1917—2003), актриса
- Журавлёв, Дмитрий Николаевич (1900—1991), актёр, мастер художественного слова[209].
- Загорский, Иван Васильевич (1899—1973), актёр, режиссёр
- Зимбовский, Михаил Абрамович (1889—1970), драматический актёр[22].
- Иванов, Александр Гаврилович (1898—1984), кинорежиссёр, народный артист СССР (1964)
- Икаева, Серафима Георгиевна (1909—1993), актриса
- Исаева, Галина Ивановна (1915—2006), балерина
- Каргинова, Варвара Савельевна (1908—1975), актриса театра и кино
- Кариаева, Тамара Харитоновна (1915—1989), актриса
- Карпова, Татьяна Михайловна (1916—2018), актриса[57].
- Козел, Владимир Георгиевич (1919—1988), актёр театра и кино[210].
- Колотилова, Антонина Яковлевна (1890—1962), хормейстер
- Колпакова, Ирина Александровна (род. 1933), балерина[57].
- Кугушев, Георгий Иванович (1896—1971), актёр и режиссёр
- Курумов, Алим Салимханович (1911—1974) — кумыкский театральный актёр и режиссёр.
- Кухмазов, Мурадхан Абдул-Джалилович (1914—1986), актёр
- Лусинян, Мартын Христофорович (1896—1983), артист оперетты
- Маренич, Анатолий Григорьевич (1905—1972), артист оперетты[211]
- Михайлов, Василий Ананьевич (1898—1961), актёр
- Набиева, Зайнаб Набиевна (1912—1994), актриса
- Непокойчицкий, Николай Иосифович (1910—1969), актёр театра[32]
- Орлова, Вера Марковна (1918—1993), актриса театра[32]
- Осипенко, Алла Евгеньевна (1932—2025), артистка балета[32]
- Пельтцер, Татьяна Ивановна (1904—1992), актриса театра и кино, впоследствии народная артистка СССР[32]
- Простяков, Сергей Михайлович (1911—1997), актёр
- Сергеев, Алексей Тихонович (1919—1998), певец, народный артист СССР (1967)
- Фадеева, Елена Алексеевна (1914—1999), актриса театра и кино[57].
- Хмельницкий, Юлий Осипович (1904—1997), режиссёр
- Чернышёва, Людмила Сергеевна (1908—1963), актриса

### 1961 год
- Аврамов, Иван Иванович (1915—1985), актёр, режиссёр театра[212]
- Архипова, Ирина Константиновна (1925—2010), оперная певица[213]
- Бухбиндер, Михаил Александрович (1911—1970) — оперный дирижёр
- Вишневская, Галина Павловна (1926—2012), оперная певица, народная артистка СССР (1966)
- Канделаки, Владимир Аркадьевич (1908—1994) — певец, режиссёр[57].
- Копалин, Илья Петрович (1900—1976), кинооператор, народный артист СССР (1968)
- Корн, Николай Павлович (1907—1971), актёр
- Кузнецов, Михаил Прокопьевич (1913—1995), актёр театра и кино[214].
- Масленникова, Леокадия Игнатьевна (1918—1995), оперная певица
- Новиков, Анатолий Григорьевич (1896—1984), композитор[215]
- Прокошина, Александра Васильевна (1918—2005), певица[216]
- Птица, Клавдий Борисович (1911—1983), хоровой дирижёр, народный артист СССР (1966)
- Шатов, Александр Павлович (1899—1961), актёр

### 1962 год
- Алтухова, Евгения Васильевна (р. 1924), певица (меццо-сопрано)[217]
- Бовт, Виолетта Трофимовна (1927—1995), балерина[218]
- Богданова, Антонина Павловна (1904—1983), актриса театра и кино[219].
- Борисова, Юлия Константиновна (1925—2023), актриса театра и кино[220]
- Вовси, Аркадий Григорьевич (1900—1971), актёр театра и кино[29]
- Воронов, Иван Дмитриевич (1915—2004), актёр[29]
- Герасимов, Константин Григорьевич (1912—1985), певец
- Головкина, Софья Николаевна (1915—2004), балерина[57]
- Киселёв, Михаил Григорьевич (1911—2009), певец
- Кондратов, Юрий Григорьевич (1921—1967), артист балета
- Конский, Григорий Григорьевич (1911—1972), актёр и режиссёр
- Кривуля, Николай Иванович (1920—1977), певец
- Лебедев, Евгений Алексеевич (1917—1997), актёр[57]
- Майоров, Михаил Михайлович (1906—1993), актёр
- Максимова, Валентина Владимировна (1921—1998), певица
- Месерер, Суламифь Михайловна (1908—2004), балерина
- Нестягина, Валентина Михайловна (1927—1997), певица
- Паверман, Марк Израилевич (1907—1993), дирижёр
- Семёнов, Иван Петрович (1916—1988), певец
- Слепцова, Матрёна Васильевна (1916—1995), актриса
- Флиер, Яков Владимирович (1912—1977), пианист[221]
- Штоколов, Борис Тимофеевич (1930—2005), оперный певец[222]
- Шульженко, Клавдия Ивановна (1906—1984), эстрадная певица

### 1963 год
- Абашеев, Пётр Тимофеевич (1934—1997), артист балета
- Александров, Александр Николаевич (1901—1973), артист цирка
- Буслаев, Александр Николаевич (1894—1976), артист цирка, мотогонщик, дрессировщик львов[201]
- Георгиевская, Анастасия Павловна (1914—1990), актриса театра и кино[57]
- Георгиевский, Георгий Адольфович (1907—1979), режиссёр
- Гошева, Ирина Прокофьевна (1911—1988), актриса театра и кино[223]
- Донской, Марк Семёнович (1901—1981), кинорежиссёр, народный артист СССР (1966)
- Киселёв, Юрий Петрович (1914—1996), театральный режиссёр, актёр, театральный педагог[224]
- Кольцов, Юрий Эрнестович (1909—1970), актёр театра и кино
- Лабзина, Ольга Николаевна (1905—1971), актриса
- Лекарев, Валерий Петрович (1909—1971), актёр
- Макарова, Людмила Иосифовна (1921—2014) — актриса театра и кино[69]
- Милаев, Евгений Тимофеевич (1910—1983), артист цирка, народный артист СССР (1969)
- Пашкова, Галина Алексеевна (1916—2002), актриса
- Пашкова, Лариса Алексеевна (1921—1987), актриса[225]
- Пилявская, Софья Станиславовна (1911—2000), актриса театра и кино[226]
- Покрасс, Дмитрий Яковлевич (1899—1978), композитор[227]
- Равенских, Борис Иванович (1914—1980), режиссёр, народный артист СССР (1968)
- Свиридов, Георгий Васильевич (1915—1998), композитор[228]
- Соловьёв, Иван Иванович (1910—1982), актёр театра и кино[57]
- Тимофеева, Нина Владимировна (1935—2014), балерина[229]
- Хвыля, Александр Леопольдович (1905—1976), актёр[230]
- Целиковская, Людмила Васильевна (1919—1992), актриса[231]

### 1964 год
- Авдеева, Лариса Ивановна (1925—2013), оперная певица (меццо-сопрано)[232].
- Александров, Анатолий Николаевич (1888—1982), композитор[233].
- Алексеев, Сергей Петрович (1896—1969), режиссёр
- Гарин, Эраст Павлович (1902—1980), актёр, режиссёр театра и кино[234].
- Доронин, Виталий Дмитриевич (1909—1976), актёр[235].
- Жданов, Юрий Тимофеевич (1925—1986), артист балета, балетмейстер[136]
- Зак, Яков Израилевич (1913—1976), пианист, народный артист СССР (1966)
- Засухин, Николай Николаевич (1922—1992), актёр[236].
- Калатозов, Михаил Константинович (1903—1973), кинорежиссёр, народный артист СССР (1969)
- Касаткина, Людмила Ивановна (1925—2012), актриса театра и кино[237].
- Коган, Леонид Борисович (1924—1982), скрипач[238]
- Мартинсон, Сергей Александрович (1899—1984), актёр[239].
- Матвеев, Евгений Семёнович (1922—2003), актёр театра и кино, кинорежиссёр[240]
- Милютин, Юрий Сергеевич (1903—1968), композитор[241].
- Олейниченко, Галина Васильевна (1928—2013), оперная певица (лирико-колоратурное сопрано)[32]
- Плучек, Валентин Николаевич (1909—2002), актёр, режиссёр[57]
- Присяжнюк, Андрей Александрович (1912—1982), актёр[57].
- Ростропович, Мстислав Леопольдович (1927—2007), виолончелист, дирижёр[242].
- Сагал, Даниил Львович (1909—2002), актёр
- Санаев, Всеволод Васильевич (1912—1996), актёр театра и кино[243]
- Светланов, Евгений Фёдорович (1928—2002), дирижёр, композитор[57]
- Солнцева, Юлия Ипполитовна (1901—1989), кинорежиссёр[244]
- Солодова, Елизавета Михайловна (1922—2011), актриса
- Суханов, Павел Михайлович (1911—1974), актёр
- Фадеечев, Николай Борисович (1933—2020), артист балета[245]

### 1965 год
- Бейбутов, Энвер Меджидович (1912—1994), режиссёр
- Белоусов, Николай Степанович (1918—1983), актёр
- Бернес, Марк Наумович (1911—1969), актёр[246]
- Благообразов, Владимир Сергеевич (1898—1967), актёр[247]
- Блантер, Матвей Исаакович (1903—1990), композитор[248]
- Бобров, Александр Константинович (1915—1998), артист оперетты
- Борисовский, Вадим Васильевич (1900—1972), альтист[108]
- Бурмейстер, Владимир Павлович (1904—1971), балетмейстер, народный артист СССР (1970)
- Викс, Мария Густавовна (1910—1990), актриса оперетты
- Дуров, Юрий Владимирович (1910—1971), дрессировщик, народный артист СССР (1971)
- Зархи, Александр Григорьевич (1908—1997), кинорежиссёр, народный артист СССР (1969)
- Кадочников, Павел Петрович (1915—1988), актёр театра и кино[249]
- Кармен, Роман Лазаревич (1906—1978), кинооператор, народный артист СССР (1966)
- Кондратьева, Марина Викторовна (1934—2024), балерина[250]
- Кондрашин, Кирилл Петрович (1914—1981), дирижёр[251]
- Копелян, Ефим Захарович (1912—1975), актёр театра и кино[252]
- Красева, Варвара Евгеньевна (1902—1975), актриса
- Кузнецов, Михаил Артемьевич (1918—1986), киноактёр
- Куликовский, Михаил Алексеевич (1906—1996), актёр театра, режиссёр[253]
- Левашёв, Владимир Александрович (1923—2005), артист балета
- Мачкасов, Валентин Павлович (1910—1990), актёр
- Плотников, Сергей Николаевич (1909—1990), актёр театра и кино[254]
- Пронин, Василий Маркелович (1905—1966), кинорежиссёр
- Роом, Абрам Матвеевич (1894—1976), кинорежиссёр, сценарист, актёр[255]
- Рыбнов, Александр Васильевич (1906—1992), хоровой дирижёр[57]
- Смирнова, Лидия Николаевна (1915—2007), киноактриса, народная артистка СССР (1974)
- Соловьёв, Владимир Романович (1909—1968), актёр[256]
- Стржельчик, Владислав Игнатьевич (1921—1995), актёр[257]
- Ульянов, Михаил Александрович (1927—2007), актёр[57]
- Хисматуллин, Магафур Хисматуллович (1915—2004), певец
- Хохряков, Виктор Иванович (1913—1986), актёр[57]
- Цыганов, Дмитрий Михайлович (1903—1992), скрипач, народный артист СССР (1979)
- Ширинский, Василий Петрович (1901—1965), скрипач
- Ширинский, Сергей Петрович (1903—1974), виолончелист
- Шутова, Ливия Васильевна (р.1925) актриса[258]

### 1966 год
- Аббасов, Азат Зиннатович (1925—2006), оперный певец[259]
- Баринова, Римма Андреевна (1923—1985), певица[260]
- Бельский, Игорь Дмитриевич (1925—1999), артист балета, балетмейстер[261]
- Бочков-Ратомский, Александр Викторович (1908—1988), актёр[262]
- Быстрицкая, Элина Авраамовна (1928—2019), актриса театра и кино[262]
- Варпаховский, Леонид Викторович (1908—1976), режиссёр, сценарист[263]
- Войнаровский, Игорь Юрьевич (1912—2003), артист оперетты[264]
- Гаджиев, Тажудин Абдулкадырович (1914—1975), актёр[265]
- Голубев, Евгений Кириллович (1910—1988), композитор[266]
- Горшенин, Борис Иванович (1909—1974), актёр[267]
- Григорович, Юрий Николаевич (1927—2025), артист балета, балетмейстер[268]
- Демич, Александр Иванович (1901—1977), актёр[269]
- Дзиган, Ефим Львович (1898—1981), кинорежиссёр[261]
- Дулова, Вера Георгиевна (1909—2000), арфистка[266]
- Емельянова, Нина Петровна (1912—1998), пианистка[266]
- Кантемиров, Алибек Тузарович (1882—1975), цирковой артист, дрессировщик и наездник. Основатель отечественного конно-циркового искусства[270].
- Князева, Лидия Николаевна (1925—1987), актриса[267]
- Козырева, Евгения Николаевна (1920—1992), актриса[261]
- Кургапкина, Нинель Александровна (1929—2009), балерина[260]
- Лозицкая, Людмила Алексеевна (1924—2010), актриса[271]
- Маркушев, Сергей Алексеевич (1911—1992), актёр[261]
- Нифонтова, Руфина Дмитриевна (1931—1994), актриса[261]
- Павлов, Дмитрий Сергеевич (1913—1988), актёр театра и кино[261]
- Папанов, Анатолий Дмитриевич (1922—1987), актёр театра и кино,[272]
- Переверзев, Иван Фёдорович (1914—1978), киноактёр[261]
- Пономарев, Сергей Иванович (1913—1989), актёр[271]
- Рождественский, Геннадий Николаевич(1931—2018), дирижёр[268]
- Рустамов, Гамид Алиевич (1911—1995), режиссёр[265]
- Савельев, Евгений Маркович (1906—1967), актёр и режиссёр[273]
- Самодур, Семён Соломонович (1911—1991), режиссёр кукольного театра[274]
- Самойлов, Владимир Яковлевич (1924—1999), актёр[275]
- Сорокин, Константин Николаевич(1908—1981), киноактёр[261]
- Сперанский, Евгений Вениаминович (1903—1998), актёр, режиссёр и драматург театра кукол[274]
- Хазанов, Александр Борисович (1906—1984), хоровой дирижёр, композитор[266]
- Хисматуллина, Зулейха Гатаулловна (1922—1994), певица[259]
- Хумппи, Юрий Ялмарович (1909—1978), актёр Национального театра Республики Карелия (с 1940 г.), Народный Карельской АССР[274]
- Шишкин, Казимир Алексеевич (1914—1987), актёр[271]
- Шойхет, Исай Борисович (1913—1986), театральный режиссёр, один из основателей Театра Северного флота[276]
- Эсамбаев, Махмуд Алисултанович (1924—2000), танцовщик[274]

### 1967 год
- Ведерников, Александр Филиппович (1927—2018), оперный певец[277]
- Гаджиева, Рагимат Абдулмуталибовна (1909—1990), певица[278]
- Загурский, Николай Матвеевич (1912—1979), актёр, режиссёр театра[279]
- Израилов, Танхо Селимович (1917—1981), танцовщик, балетмейстер[280]
- Ильская, Фатыма Салиховна (1903—1984), актриса[279]
- Карельская, Римма Клавдиевна (1927—2014), балерина[277]
- Ковалёва, Галина Александровна (1932—1995), оперная певица (колоратурное сопрано)[281]
- Кочарян, Сурен Акимович (1904—1979), мастер художественного слова[281]
- Меновщикова, Нина Ивановна (1934—2022), балерина[282]
- Миропольская, Агафоника Васильевна (1909—1996), актриса[283]
- Михайлов, Константин Константинович (1910—1994), актёр[284]
- Подкина, Марианна Борисовна (1931—2003), артистка балета, педагог[282]
- Роек, Констанция Францевна (1923—2005), актриса, артистка московского Малого театра[285]
- Сац, Наталия Ильинична (1903—1993), театральный режиссёр[286]
- Сидорова, Глафира Петровна (1922—2019), актриса[284]
- Соловьёв, Юрий Владимирович (1940—1977), артист балета[287]
- Солопов, Владимир Алексеевич (1925—2015), актёр[288]
- Сухаревская, Лидия Петровна (1909—1991), актриса[278]
- Федичева, Калерия Ивановна (1936—1994), балерина[287]
- Чернов, Пётр Григорьевич (1917—1988), актёр[289]

### 1968 год
- Бениаминов, Александр Давидович (1904—1991), актёр[290]
- Вишняков, Пётр Ильич (1911—1988), актёр[291]
- Горбачёв, Игорь Олегович (1927—2003), актёр театра и кино, театральный режиссёр[292].
- Екатерининский, Михаил Клавдиевич (1904—1974), актёр театра и кино[293]
- Ершова, Вера Александровна (1917—2006), актриса, народная артистка СССР (1977)
- Зыкина, Людмила Георгиевна (1929—2009), певица[294]
- Исмагилов, Загир Гарипович (1917—2003), композитор[295]
- Капустина, Вера Яковлевна (1923—1989), актриса
- Кенигсон, Владимир Владимирович (1907—1986), актёр, народный артист СССР (1982)
- Кмит, Леонид Александрович (1908—1982), актёр
- Колесов, Лев Константинович (1910—1974), актёр
- Леман, Альберт Семёнович (1915—1998), композитор
- Ленникова, Татьяна Ивановна (1924—1993), актриса
- Леонидов, Юрий Леонидович (1917—1989), актёр
- Ликсо, Ирина Анатольевна (1920—2009), актриса
- Мамаева, Нина Васильевна (1923—2001), актриса театра и кино[296]
- Милашкина, Тамара Андреевна (1934—2024), оперная певица[297]
- Муравьёв, Владимир Николаевич (1914—1973), актёр
- Новиков, Андрей Порфирьевич (1909—1979), композитор[298]
- Пасынков, Эмиль Евгеньевич (1929—1990), оперный режиссёр
- Попов, Пётр Григорьевич (1901—1990), актёр
- Роу, Александр Артурович (1906—1973), кинорежиссёр
- Сазонова, Нина Афанасьевна (1917—2004), актриса, народная артистка СССР (1977)
- Силантьев, Юрий Васильевич (1919—1983), дирижёр, народный артист СССР (1975)
- Слабиняк, Георгий Александрович (1907—1976), актёр театра и кино[299]
- Теплов, Алексей Фёдорович (1911—1978), актёр
- Тупицын, Александр Фёдорович (1914—1998), военный дирижёр
- Ургалкин, Алексей Константинович (1910—1981), актёр театра и кино[300]
- Штыкан, Лидия Петровна (1922—1988), актриса
- Эйзен, Артур Артурович (1927—2008), оперный певец
- Яковлев, Юрий Васильевич (1928—2013), актёр[301]
- Янсонс, Арвид Кришевич (1914—1984), дирижёр[302]

### 1969 год
- Агеев, Евгений Иванович (1906—1976), театральный актёр[303]
- Андреева, Дина Андреевна (1905—1994), актриса
- Арнштам, Лео Оскарович (1905—1979), кинорежиссёр и сценарист[304]
- Баталов, Алексей Владимирович (1928—2017), актёр кино[304]
- Бубнов, Николай Николаевич (1903—1972), актёр[305]
- Валитова, Набиля Гаптельхамитовна (1928—2006), артистка балета[306]
- Васильев, Владимир Викторович (р. 1940), артист балета, балетмейстер, хореограф, театральный режиссёр и актёр[307]
- Велихов, Евгений Павлович (актёр) (1907—1977), актёр театра и кино[308]
- Волжанский, Владимир Александрович (1917—1983), артист цирка (канатоходец, акробат, эквилибрист), режиссёр, конструктор цирковой аппаратуры[309]
- Гердт, Зиновий Ефимович (1916—1996), актёр театра и кино[310]
- Годзи, Сергей Сергеевич (1906—1976), актёр театра и кино[311]
- Городовская, Вера Николаевна (1919—1999), композитор, исполнительница на гуслях, солистка Госоркестра русских народных инструментов им. Н. П. Осипова[312]
- Губанов, Леонид Иванович (1928—2004), актёр театра и кино[313]
- Гуляева, Нина Ивановна (р. 1931), актриса театра и кино[313]
- Давыдов, Владлен Семёнович(1924—2012), актёр театра и кино[313]
- Довейко, Владимир Владимирович (1922—2002), артист цирка[309]
- Дубровский, Виктор Павлович(1927—1994), дирижёр
- Дунаевский, Семён Осипович (Иосифович) (1906—1986), дирижёр, хормейстер[314]
- Доронина, Татьяна Васильевна (р. 1933), актриса театра и кино[315]
- Ефремов, Олег Николаевич (1927—2000), актёр театра и кино[316]
- Жизнева, Ольга Андреевна (1899—1972), актриса театра и кино[317]
- Иванов-Вано, Иван Петрович (1900—1987), режиссёр-мультипликатор[318]
- Исакова, Нина Сергеевна (р. 1928), певица[319]
- Киселёва, Валерия Сергеевна (1916—2000), актриса театра кукол
- Кисс, Александр Николаевич (1921—1990), артист цирка
- Коваль, Мариан Викторович (1907—1971), композитор
- Коломийцева, Анна Андреевна(1898—1976), актриса театра и кино,[313]
- Корнилов, Александр Николаевич (1903—1977), дрессировщик
- Коршунов, Виктор Иванович (1929—2015), актёр театра и кино, театральный режиссёр
- Кристи, Леонид Михайлович (1910—1984), режиссёр документального кино.
- Кулешов, Лев Владимирович (1899—1970), кинорежиссёр[320]
- Кулиджанов, Лев Александрович (1924—2002), кинорежиссёр[321]
- Лавров, Кирилл Юрьевич (1925—2007), актёр театра и кино[322]
- Лебедев, Николай Иванович (1897—1989), кинорежиссёр
- Левко, Валентина Николаевна (1926—2018), певица
- Лиепа, Марис-Рудольф Эдуардович (1936—1989), артист балета[323]
- Лобода, Пётр Григорьевич (актёр) (1907—1979), актёр театра и кино[324]
- Лукинский, Иван Владимирович (1906—1986), кинорежиссёр
- Максимова, Екатерина Сергеевна(1939—2009), балерина
- Медведкин, Александр Иванович (1900—1989), кинорежиссёр[325]
- Местечкин, Марк Соломонович (1900—1981), цирковой режиссёр
- Мовчан, Анатолий Яковлевич (1925—1980), актёр
- Мордюкова, Нонна Викторовна (1925—2008), актриса[326]
- Назарова, Маргарита Петровна (1926—2005), актриса цирка и кино, дрессировщица тигров[201]
- Никитин, Фёдор Михайлович (1900—1988), актёр театра и кино.
- Никулин, Юрий Владимирович (1921—1997), актёр кино, артист цирка
- Ольховиков, Николай Леонидович (1922—1987), артист цирка (конный жонглёр и эквилибрист)
- Осенев, Владимир Иванович (1908—1977), актёр
- Оскал-Оол, Владимир Базыроолович (1920—1999), артист цирка (жонглёр и эквилибрист)[327]
- Пушкарёва, Любовь Васильевна (1918—2011), актриса
- Ростоцкий, Станислав Иосифович (1922—2001), кинорежиссёр[328]
- Рубан, Иван Федотович (1913—2004), дрессировщик
- Сербин, Василий Феодосиевич (1918—2002), дирижёр и хормейстер
- Сеткина-Нестерова, Ирина Фроловна (1900—1990), кинорежиссёр-документалист
- Симонов, Евгений Рубенович (1925—1994), театральный режиссёр[329]
- Синельникова, Мария Давыдовна (1899—1993), актриса[330]
- Сланов, Коста (1926—1998), актёр
- Смоктуновский, Иннокентий Михайлович (1925—1994), актёр театра и кино[331]
- Смысловский, Игорь Алексеевич (1905—2000), актёр
- Столпер, Александр Борисович (1907—1979), кинорежиссёр[332]
- Столяров, Сергей Дмитриевич (1911—1969), киноактёр[333]
- Стриженов, Олег Александрович (1929—2025), актёр[334]
- Тимофеев, Николай Дмитриевич (актёр) (1921—1999) — актёр театра и кино.[335]
- Тихонов, Вячеслав Васильевич (1928—2009), киноактёр, народный артист СССР (1974)
- Тишин, Аркадий Петрович (1914—1995), актёр
- Тукаев, Газим Мутагарович (1909—1981), актёр
- Учитель, Ефим Юльевич (1913—1988), оператор и кинорежиссёр док. кино[336]
- Хохлов, Борис Иванович (1932—2000), артист балета
- Чулаки, Михаил Иванович (1908—1989), композитор и музыкальный деятель[337]
- Чурсина, Людмила Алексеевна (р. 1941), актриса[338]
- Чухрай, Григорий Наумович (1921—2001), кинорежиссёр (в дальнейшем народный артист СССР)[339]
- Шатрова, Вера Михайловна (1918—2008), актриса
- Шмыга, Татьяна Ивановна (1928—2011), певица (лирическое сопрано), актриса оперетты, театра и кино(в дальнейшем народная артистка СССР)[340]
- Шнейдеров, Владимир Адольфович (1900—1973), кинорежиссёр
- Юрьева, Маргарита Валентиновна (1925—2018), актриса
- Ягудин, Шамиль Хайруллович (1930—2005), балетмейстер
- Янин, Яков Иванович (1917—1998), актёр

## 1970-е годы

### 1970 год
- Аверин, Юрий Иванович (1922—1990), театральный актёр[29]
- Адашевский, Константин Игнатьевич (1897—1987), актёр театра и кино[341]
- Анисимова-Вульф, Ирина Сергеевна (1907—1972), режиссёр
- Беспалова-Еремеева, Раиса Макаровна (1925—1993), оперная певица
- Биктемиров, Шаукат Хасанович (1928—2012), актёр театра и кино[342]
- Бобров, Сергей Васильевич (1901—1978), актёр театра[343].
- Богданова-Чеснокова, Гликерия Васильевна (1903—1983), актриса театра и кино[344].
- Васильева, Вера Кузьминична (1925—2023), актриса театра и кино[345]
- Викулов, Сергей Васильевич (танцовщик) (р. 1937), артист балета
- Власова, Элеонора Евгеньевна (1931—2014), артистка балета[136]
- Годенко, Михаил Семёнович (1919—1991), артист балета, балетмейстер[346]
- Горелов, Владимир Константинович (1926—1992), актёр театра и кино[347].
- Дмитриев, Иван Петрович (1915—2003), актёр театра и кино
- Зелёная, Рина (1902—1991), актриса театра и кино[348].
- Кибкало, Евгений Гаврилович (1932—2003), оперный певец
- Коренева, Клавдия Петровна (1902—1972), актриса
- Кузьмин, Владимир Валентинович (1923—1989), актёр
- Лебедев, Рэм Фёдорович (1928—1988), актёр театра и кино[190]
- Левашов, Валентин Сергеевич (1915—1994), композитор, хоровой дирижёр[349]
- Лукин, Филипп Миронович (1913—1994), композитор
- Миров, Лев Борисович (1903—1983), эстрадный актёр[350]
- Михайлов, Лев Дмитриевич (1928—1980), режиссёр
- Михалёв, Александр Александрович (1910—1992), актёр
- Монастырский, Пётр Львович (1915—2013), театральный режиссёр[351]
- Павлова, Валентина Михайловна (1909—1978), актриса
- Перов, Евгений Владимирович (1919—1992), актёр
- Петров, Андрей Алексеевич (1919—1990), актёр
- Попова, Валентина Алексеевна (1918—1992), актриса
- Сафонов, Василий Васильевич (1914—2007), актёр
- Сергеев, Николай Васильевич (1894—1988), актёр театра и кино
- Сидорова, Светлана Ивановна (1939—2018), балерина
- Ситко, Борис Александрович (1914—1994), актёр
- Спирина, Зоя Георгиевна (1926—1986), актриса
- Степанова, Мария Николаевна (1916—1983), актриса
- Тугаринова, Татьяна Фёдоровна (1925—1983), певица
- Туманов, Вахтанг Давыдович (1916—1997), актёр
- Шарипова, Венера Гареевна (1927—1989), оперная певица[352]
- Шатуновский, Вильям Зиновьевич (1910—1985), актёр
- Юрлов Александр Александрович (1927—1973), схоровой дирижёр и музыкальный деятель[353]

### 1971 год
- Абдулхаликов, Махмуд Абдулхаликович (1926—2007), актёр
- Альперович, Илья Симонович (1917—1985), актёр кукольного театра
- Афанасьев, Борис Игнатьевич (1920—1992), дирижёр
- Беляков, Венедикт Николаевич (1909—1978), артист цирка, акробат[201]
- Большаков, Алексей Алексеевич (1914—1979), певец
- Бритаева, Зарифа Елбыздыкоевна (1919—2001), режиссёр
- Весник, Евгений Яковлевич (1923—2009), актёр театра и кино
- Гончаров, Андрей Александрович (1918—2001), режиссёр
- Граве, Александр Константинович (1920—2010), актёр театра и кино
- Данильченко, Борис Никитич (1920—2006), актёр
- Дроздова, Лилия Степановна (1927—2011), актриса театра и кино
- Зубарев, Виктор Викторович (1932—1991), актёр театра и кино
- Ибрагимова, Бурлият Акашимовна (1932—2018), певица
- Казанская, Алла Александровна (1920—2008), актриса театра и кино
- Каширин, Борис Михайлович (1920—1992), актёр
- Лукьянов, Всеволод Константинович (1914—1994), актёр
- Макарова, Инна Владимировна (1926—2020), актриса театра и кино
- Немчинская, Раиса Максимилиановна (1912—1975), артистка цирка
- Охлупин, Леонид Давыдович (1915—1983), актёр
- Подгорный, Никита Владимирович (1931—1982), актёр театра и кино
- Попова, Эмма Анатольевна (1920—2001), актриса
- Провоторов, Николай Сергеевич (1918—1975), актёр
- Сошальская, Варвара Владимировна (1907—1992), актриса
- Телегин, Борис Васильевич (1915—1986), актёр
- Тухужев, Али Матыкович (1917—1995), актёр
- Фрейндлих, Алиса Бруновна (р. 1934), актриса театра и кино
- Шальников, Евгений Михайлович (1929—2003), актёр
- Этуш, Владимир Абрамович (1922—2019), актёр театра и кино

### 1972 год
- Андреев, Владимир Алексеевич (1930—2020) — актёр театра и кино, театральный режиссёр
- Атлантов, Владимир Андреевич (р. 1939), оперный певец[354]
- Баталбекова, Исбат Гайдарбековна (1922—1999), певица
- Будашкин, Николай Павлович (1910—1988) — композитор
- Гладких, Георгий Андреевич (1922—1992), актёр
- Емельянов, Владимир Николаевич (1911—1975), актёр театра и кино
- Еремеева, Татьяна Александровна (1913—2012), актриса театра и кино
- Калиновская, Галина Ивановна (1917—1997), актриса
- Климов, Валерий Александрович (1931—2022), скрипач
- Колпаков, Борис Александрович (1917—1990), актёр
- Леонов, Евгений Павлович (1926—1994), актёр театра и кино[355]
- Литвинов, Николай Владимирович (1907—1987) — актёр, режиссёр
- Мазурок, Юрий Антонович (1931—2006), оперный певец[356]
- Мурин, Александр Григорьевич (1916\17—1992), хоровой дирижёр[357]
- Обухова, Варвара Александровна (1901—1988), актриса
- Орвид, Георгий Антонович (1904—1980), трубач[358].
- Решетин, Марк Степанович (1931—2001), певец
- Салманов, Вадим Николаевич (1912―1978), композитор
- Семёнов, Владилен Григорьевич (р. 1932), артист балета
- Сизова, Алла Ивановна (1939—2014), балерина, народная артистка СССР (1983)
- Слепцов, Марк Дмитриевич (1914—1989), актёр
- Тер-Осипян, Нина Мамиконовна (1909—2002), актриса театра и кино[359]
- Уварова, Елизавета Александровна (1902—1977) — актриса театра и кино
- Хугаева, Валерия Вячеславовна (1927—2025), актриса
- Чичинадзе, Алексей Виссарионович (1917—1994) — артист балета

### 1973 год
- Андрющенко, Георгий Яковлевич (1933—2011), певец[360]
- Ансимов, Георгий Павлович (1922—2015), режиссёр музыкального театра[361]
- Богданов, Валентин Яковлевич (1916—1992), певец
- Богословский, Никита Владимирович (1913—2004), композитор
- Болдин, Леонид Иванович (1931—2013), певец[362].
- Валайтис, Владимир Антонович (1923—1987), певец
- Власов, Владимир Александрович (1903—1986), композитор
- Володина, Маргарита Владимировна (р.1938), актриса[363]
- Григорьев, Антон Алексеевич (1926—2001), певец
- Даньшин, Анатолий Андреевич (1934—1984), певец
- Джигарханян, Армен Борисович (1935—2020), актёр театра и кино[364]
- Егоров, Баир Мондронович (1934—1990), танцовщик, театральный деятель
- Ермакова, Валентина Александровна (1924—2003), актриса
- Жжёнов, Георгий Степанович (1915—2005), актёр[365]
- Квятковская, Зинаида Александровна (1911—1988), актриса
- Климов, Андрей Андреевич (1922—2015), артист балета и хореограф
- Кукушкин, Владимир Владимирович (1925—2007), режиссёр кукольного театра
- Курочкин, Владимир Акимович (1922—2002), режиссёр театра
- Лавровский, Михаил Леонидович (р.1941), артист балета[366]
- Ларионов, Владимир Андреевич (1913—1987), мастер художественного слова
- Левитан, Юрий Борисович (1914—1983), диктор радио[367]
- Листов, Константин Яковлевич (1900—1983), композитор[368]
- Макасеев, Василий Семёнович (1900—1986), актёр
- Мартиросян, Максим Саакович (1931—2019), артист балета
- Масленников, Алексей Дмитриевич (1929—2016), певец
- Миглау, Маргарита Александровна (1926—2013), певица
- Минский, Марк Львович (1922—1999), оперный режиссёр
- Моисеева, Ольга Николаевна (1928—2021), балерина[369].
- Назаров, Николай Михайлович (1908—2000), военный дирижёр
- Образцова, Елена Васильевна (1939—2015), оперная певица[370].
- Озеров, Николай Николаевич(1922—1997), актёр, спортивный комментатор[371]
- Покидченко, Анна Яковлевна (1926—2014), актриса[372]
- Ростовцев, Виктор Семёнович (1923—2007), актёр
- Русланов, Вадим Львович (1926—1996), певец
- Соколовский, Семён Григорьевич (1921—1995), актёр
- Сорокина, Тамара Афанасьевна (1931—2021), певица
- Строева, Вера Павловна (1903—1991), кинорежиссёр и драматург[373]
- Тихомиров, Роман Иринархович (1915—1984), оперный режиссёр
- Туйметов, Ильбар Юсуфович (1923—2000), актёр
- Туликов, Серафим Сергеевич (1914—2004), композитор[374]
- Федосеев, Владимир Иванович (р. 1932), дирижёр[375]
- Цейц, Сергей Сергеевич (1918—1994), актёр театра и кино, мастер дубляжа[376]
- Шапошникова, Людмила Викторовна (1921—2003), актриса[377]
- Энгель-Утина, Нина Александровна (1925—1992), артистка оперетты

### 1974 год
- Авдюшко, Виктор Антонович (1925—1975), актёр театра и кино[378]
- Адырхаева, Светлана Дзантемировна (1938—2023), балерина[379]
- Агамирзян, Рубен Сергеевич (1922−1991), театральный режиссёр[380]
- Александров, Ярослав Павлович (1925—1988), скрипач
- Алов, Александр Александрович (1923−1983), кинорежиссёр
- Бардина, Ольга Васильевна (1932—2001), оперная певица (лирико-драматическое сопрано)[381]
- Белова, Зоя Васильевна (1927—2015), актриса
- Берлинский, Валентин Александрович (1925—2008), виолончелист
- Богачёва, Ирина Петровна (1939−2019), оперная певица[382]
- Борисов, Олег Иванович (1929—1994), актёр театра и кино[383]
- Букреев, Иван Семёнович (1924—1998), певец
- Бушнов, Михаил Ильич (1923—2014), актёр театра и кино[384]
- Вальяно, Николай Константинович (1903—1980), актёр театра и кино[385]

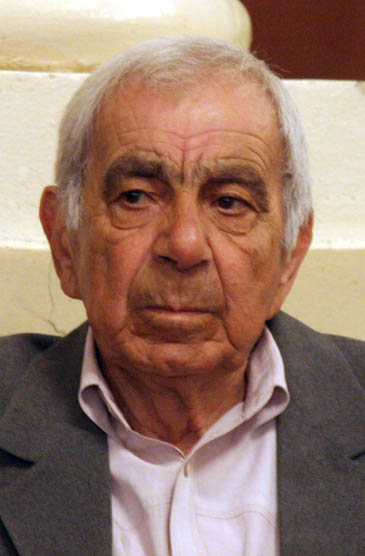
Ю. Л. Попов

- Вашурина, Раиса Михайловна (1917—2004), актриса
- Владимиров, Игорь Петрович (1919—1999), актёр театра и кино, режиссёр[386]
- Вольская, Антонина Михайловна (1906—1993), актриса
- Гайдай, Леонид Иович (1923—1993), актёр, кинорежиссёр[387]
- Генин, Юрий Генрихович (1917—2008), режиссёр
- Глебов, Пётр Петрович (1915—2000), актёр театра и кино[388]
- Данелия, Георгий Николаевич (1930—2019), актёр, кинорежиссёр[389]
- Дружников, Владимир Васильевич(1922—1994), актёр[390]
- Дубинский, Ростислав Давыдович (1923—1997), скрипач
- Евстигнеев, Евгений Александрович (1926—1992), актёр театра и кино[391]
- Егоров, Юрий Павлович (1920—1982), кинорежиссёр
- Зимин, Михаил Николаевич (1930—1991), актёр театра и кино[392]
- Кирюшина, Галина Александровна (1934—1994), актриса
- Книппер, Лев Константинович (1898—1974), композитор.[393]
- Корниенко, Нелли Ивановна (1938—2019), актриса
- Короткевич, Галина Петровна (1921—2021), актриса
- Лапиков, Иван Герасимович (1922—1993), актёр театра и кино
- Левицкий, Николай Алексеевич (1911—1982), кинорежиссёр документального кино[394]
- Леков, Юрий Николаевич (1928—2008), оперный режиссёр
- Леонова, Кира Васильевна (1922—1999), певица
- Леонтьева, Валентина Михайловна (1923—2007), телеведущая[395].
- Лиознова, Татьяна Михайловна (1924—2011), кинорежиссёр[396]
- Лучко, Клара Степановна (1925—2005), актриса театра и кино[397]
- Марков, Борис Семёнович (1924—1977), актёр
- Маслюков, Леонид Семёнович (1913—1992), артист цирка, акробат
- Наумов, Владимир Наумович (1927—2021), кинорежиссёр[398]
- Нафикова, Фердаус Мухаметвалеевна (1938—2008), балерина
- Нечепоренко, Павел Иванович (1916—2009), балалаечник[399]
- Озеров, Юрий Николаевич (1921—2001), кинорежиссёр[400]
- Ордынский, Василий Сергеевич (1923—1985), кинорежиссёр
- Пойманов, Евгений Иванович (1930—2005), певец
- Попов, Юрий Лазаревич (1929—2013), оперный певец (драматический баритон)[401]
- Райков, Евгений Тихонович (1937—2010), оперный певец[402]
- Рязанов, Эльдар Александрович (1927—2015), кинорежиссёр[403]
- Саламов, Николай Михайлович (1922—2003), актёр
- Сафонов, Всеволод Дмитриевич (1926—1992), актёр театра и кино
- Скобцева, Ирина Константиновна (1927—2020), актриса театра и кино
- Соломин, Юрий Мефодьевич (1935—2024), актёр театра и кино
- Сорокин, Георгий Васильевич (1916—2010), драматический актёр, мастер художественного слова[404]
- Суслова, Эра Васильевна (1925—2011), театральная актриса[405]
- Таланкин, Игорь Васильевич (1927—2010), кинорежиссёр[406]
- Телегина, Валентина Петровна (1915—1979), актриса[407]
- Теньгаев, Николай Александрович (1918—1987), актёр
- Тихонов, Владимир Петрович (1935—2000), артист балета
- Трофимов, Николай Николаевич (1920—2005), актёр[408]
- Туменова, Елена Степановна (1919—2005), актриса
- Ургант, Нина Николаевна (1929—2021), актриса театра и кино[409]
- Филиппов, Сергей Николаевич (1912—1990), актёр[410]
- Фрадкин, Марк Григорьевич (1914—1990), композитор[411]
- Хиль, Эдуард Анатольевич (1934—2012), эстрадный певец (баритон)[412]
- Хирбю, Григорий Яковлевич (1911—1983), композитор[412]
- Хугаев, Георгий Доментьевич (1922—2005), режиссёр
- Чонишвили, Ножери Давидович (1926—1987), актёр[413]
- Шебалин, Дмитрий Виссарионович (1930—2013), альтист, артист Квартета имени Бородина[412]
- Щёголев, Александр Иванович (1913—1988), актёр театра
- Щуко, Марина Владимировна (1915—1979), актриса
- Юдина, Лилия Витальевна (р. 1929) — актриса театра и кино

### 1975 год
- Баева, Альбина Владимировна (1941—1993), балерина
- Буренко, Андрей Петрович (1920—1997), актёр
- Владимиров, Юрий Кузьмич (1942—2025), артист балета[414]
- Гермацкая, Мария Павловна (1914—2000), актриса
- Каган, Овсей Зиновьевич (1912—1979), актёр
- Караев, Юрий Александрович (1923—1986), актёр
- Комлева, Габриэла Трофимовна (р.1938), балерина[415]
- Котельникова, Анна Георгиевна (1915—2004), актриса
- Кузьмина, Вера Кузьминична (1923—2021), актриса театра[416]
- Кунаев, Николай Иванович (1931—2014), хормейстер
- Кутузов, Николай Васильевич (1926—2011), хоровой дирижёр, композитор[417]
- Мунзук, Кара-кыс (1918—1995), певица и актриса
- Мунзук, Максим (1912—1999), актёр
- Набатов, Илья Семёнович (1896—1977), артист эстрады[418]
- Пантюков, Георгий Николаевич (1922—1994), хоровой дирижёр[419]
- Раков, Николай Петрович (1908—1990), композитор[420]
- Раскатов, Лев Викторович (1927—1993), актёр[421]
- Сличенко, Николай Алексеевич (1934—2021), актёр театра и кино[422]
- Сорокина, Нина Ивановна (1942—2011), балерина[423]
- Суни, Ирма Эмильевна (1920—2009), актриса кукольного театра
- Хачатурян, Эмин Левонович (1930—2000), дирижёр и композитор
- Шадровский, Виктор Леонидович (1920—2007), актёр
- Эшпай, Андрей Яковлевич (1925—2015), композитор[424]
- Ямпилов, Бау Базарович (1916—1989), композитор[425]
- Яралов, Александр Сергеевич (1915—1997), актёр

### 1976 год

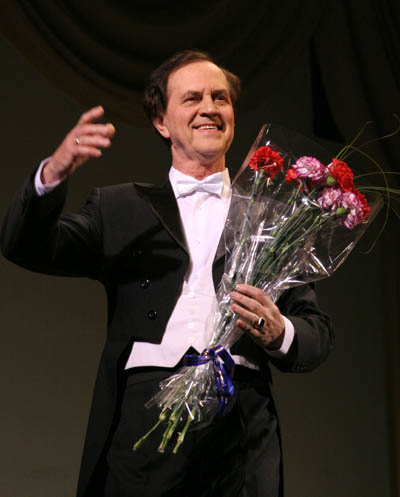
Л. А. Сметанников

- Апитин, Герман Петрович (1919—1992), актёр театра и кино[426]
- Арапов, Борис Александрович (1905—1992), композитор
- Богданова, Людмила Петровна (1923—2015), актриса театра и кино[427].
- Булгакова, Майя Григорьевна (1932—1994), киноактриса[45]
- Виноградов, Олег Михайлович (р.1937), артист балета, балетмейстер[428].
- Власенко, Лев Николаевич (1928—1996), пианист[429]
- Голубовский, Борис Гаврилович (1919—2008), режиссёр
- Гримм-Кислицина, Зея Петровна (1926—2010), артистка оперетты
- Дмитриев, Александр Сергеевич (р. 1935), дирижёр[108]
- Докшицер, Тимофей Александрович (1921—2005), трубач[108]
- Долгушин, Никита Александрович (1938—2012), артист балета, балетмейстер[430].
- Дондуков, Дагба Доржиевич (1915—1982), актёр
- Дьяконов-Дьяченко, Георгий Иванович (1924—1991), актёр
- Егудин, Валерий Григорьевич (1937—2007), оперный певец[431].
- Жюрайтис, Альгис Марцелович (1928—1998), дирижёр[103]
- Казаков, Юрий Иванович (1924—2019), баянист[432]
- Киняев, Владимир Фёдорович (1929—2006), певец
- Киржнер, Яков Маркович (1921—1979), режиссёр и актёр
- Консовский, Алексей Анатольевич (1912—1991), актёр[433]
- Кочетков, Афанасий Иванович (1930—2004), актёр[434]
- Крылов, Пётр Васильевич (1913—1998), киноактёр
- Кузьмин, Николай Васильевич (1913—2002), актёр
- Куравлёв, Леонид Вячеславович (1936—2022), актёр
- Лебедева, Тамара Павловна (1919—1988), актриса
- Левицкий, Юрий Николаевич (1911—1994), режиссёр и актёр
- Ляхов, Владимир Иванович (1919—1990), актёр
- Мешко, Нина Константиновна (1917—2008), дирижёр[435]
- Михеев, Николай Александрович (1923—1993), актёр[436]
- Морозов, Владимир Михайлович (1933—2002), оперный певец
- Найчук, Алексей Фёдорович (1926—1995), актёр
- Никитина, Лариса Александровна (1930—2006), певица
- Никонов, Владимир Леонидович (1937—2020), артист балета
- Павлов, Михаил Владимирович (1934—1984), мастер художественного слова[437]
- Пастухова, Мария Фоминична (1918—2003), актриса
- Петров, Андрей Павлович (1930—2006), композитор[438]
- Петров, Афанасий Прокопьевич (1915—1998), актёр
- Петров, Владимир Николаевич (1926—2011), оперный певец
- Попов, Евгений Григорьевич (1921—1994), хормейстер
- Постников, Герман Дмитриевич (1913—1996), актёр
- Пьеха, Эдита Станиславовна (р. 1937), эстрадная певица[439]
- Реентович, Юлий Маркович (1914—1982), скрипач
- Рябинин, Александр Алексеевич (1916—1997), валторнист[440]
- Саввина, Ия Сергеевна (1936—2011), актриса театра и кино[441]
- Симонов, Юрий Иванович (р. 1941), дирижёр[442]
- Синявская, Тамара Ильинична (р. 1943), певица[443]
- Соколов, Александр Васильевич (1906—1996), актёр
- Солодуев, Игорь Васильевич (1918—2004), скрипач
- Темирканов, Юрий Хатуевич (1938—2023), дирижёр[444]
- Тихонов, Сергей Константинович (1921—1992), актёр театра и кино[445]
- Ткаченко, Тамара Степановна (1909—1987), балерина
- Холминов, Александр Николаевич (1925—2015), композитор, в дальнейшем народный артист СССР[412]
- Шароев, Иоаким Георгиевич (1930—2000), режиссёр[446]
- Щедрин, Родион Константинович (р. 1932), композитор[447]
- Эйдинов, Семён Григорьевич (1911—1983), хоровой дирижёр
- Юкляевский, Анатолий Андреевич (1911—1984), актёр

### 1977 год

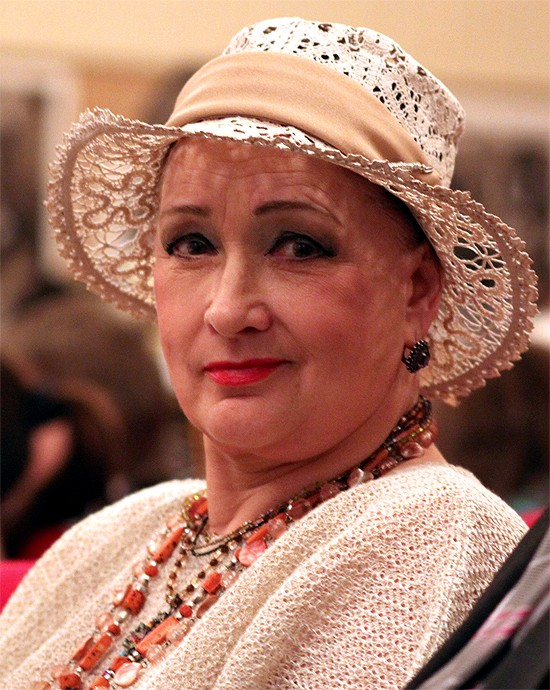
З. М. Кириенко

- Айзенберг, Надежда Александровна (р. 1936), актриса
- Астраханкина, Галина Васильевна (1924—2014), актриса
- Базарсадаев, Ким Иванович (1937—2002), оперный певец[448]
- Басилашвили, Олег Валерианович (р.1934), актёр театра и кино[449]
- Басов, Владимир Павлович (1923—1987), актёр, кинорежиссёр[450]
- Борейко, Галина Михайловна (1938—2024), артистка балета[136]
- Боярский, Николай Александрович (1922—1988), актёр театра и кино[451]
- Ванеева, Полина Георгиевна (1925—2002), актриса театра[452]
- Венгер, Виталий Константинович (1928—2016), актёр
- Вицин, Георгий Михайлович (1917—2001), актёр театра и кино[453]
- Глузский, Михаил Андреевич (1918—2001), актёр театра и кино[454]
- Гришин, Октябрь Васильевич (1927—1981), хормейстер
- Гурченко, Людмила Марковна (1935—2011), актриса театра и кино[455]
- Дзержинский, Иван Иванович (1909—1978), композитор
- Добромирова, Анна Андреевна (1906—1992), хоровой дирижёр
- Дударев, Георгий Данилович (1917—1994), певец
- Егиазаров, Гавриил Георгиевич (1916—1988), кинооператор и кинорежиссёр[456]
- Ершов, Михаил Иванович (1924—2004), кинорежиссёр
- Кайдани, Флора Ганиевна (р.1937), артистка балета
- Карасик, Юлий Юрьевич (1923—2005), кинорежиссёр[457]
- Кириенко, Зинаида Михайловна (1933—2022), киноактриса
- Колосов, Сергей Николаевич (1921—2012), кинорежиссёр[458]
- Кудрявцева, Елизавета Петровна (1914—2004), хоровой дирижёр
- Кузнецов, Всеволод Анатольевич (1928—2003), актёр
- Лазарев, Александр Сергеевич (1938—2011), актёр театра и кино[459]
- Марков, Леонид Васильевич (1927—1991), актёр театра и кино[460]
- Меньшикова, Нина Евгеньевна (1928—2007), актриса[461]
- Мержанов, Виктор Карпович (1919—2012), пианист[462]
- Минкина, Вера Егоровна (1918—2011), актриса
- Невинный, Вячеслав Михайлович (1934—2009), актёр театра и кино[463]
- Николаева, Татьяна Петровна (1924—1993), пианистка[464]
- Пастухов, Николай Исакович (1923—2014), актёр
- Пахмутова, Александра Николаевна (р.1929), композитор[465]
- Печников, Геннадий Михайлович (1926—2018), актёр
- Правилов, Александр Сергеевич (1938—2003), певец
- Пуговкин, Михаил Иванович (1923—2008), актёр театра и кино[466]
- Рыжухин, Борис Сергеевич (1917—1997), актёр театра и кино[467]
- Семёнкина, Екатерина Ефимовна (1926—2009), эстрадная певица
- Семёнов, Алексей Васильевич (1927—2001), актёр и режиссёр
- Соколова, Любовь Сергеевна (1921—2001), актриса[468]
- Спадавеккиа, Антонио Эммануилович (1907—1988), композитор[469]
- Табаков, Олег Павлович (1935—2018), актёр театра и кино[470]
- Федотов, Виктор Андреевич (1933—2001), дирижёр
- Фоменко, Виктор Григорьевич (1927—2003), актёр
- Ханаева, Евгения Никандровна (1921—1987), актриса театра и кино[471]
- Хитрук, Фёдор Савельевич (1917—2012), мультипликатор[472]
- Хуциев, Марлен Мартынович (1925—2019), кинорежиссёр[473]
- Шагалова, Людмила Александровна (1923—2012), актриса театра и кино[474]
- Шаповалов, Игорь Алексеевич (1945—2020), артист балета[475]
- Швейцер, Михаил Абрамович (1920—2000), кинорежиссёр[476]
- Янко, Тамара Фёдоровна (1912—1988), певица

### 1978 год
- Анисимов, Борис Иванович (1907—1997), тромбонист[477]
- Атаманов, Лев Константинович (1905—1981), режиссёр-мультипликатор[478]
- Баласанян, Сергей Артемьевич (1902—1982), композитор
- Безродный, Игорь Семёнович (1930—1997), скрипач, дирижёр
- Белоусов, Николай Тимофеевич (1928—2009), режиссёр
- Бобылев, Иван Тимофеевич (1925—2014), театральный режиссёр[479]
- Богословский, Никита Владимирович (1913—2004), композитор[480]
- Буяновский, Виталий Михайлович (1928—1993) — валторнист, композитор[481]
- Венгеров, Владимир Яковлевич (1920—1997), кинорежиссёр
- Виноградова, Зоя Акимовна (р. 1930), артистка оперетты[482]
- Воронец, Ольга Борисовна (1926—2014), эстрадная певица
- Гаршина, Анастасия Васильевна (1925—2018), актриса
- Горбатов, Борис Фёдорович (1917—1987), актёр театра и кино[483]
- Горбунов, Пётр Иванович (1924—2003), дирижёр
- Горелик, Александр Зельманович (1923—1981), актёр театра и кино[484]
- Гусман, Израиль Борисович (1917—2000), дирижёр
- Гутников, Борис Львович (1931—1986), скрипач
- Двоеглазов, Леонид Иванович (1919—1988), актёр
- Демидова, Татьяна Александровна (1917—2000), актриса
- Дзьобак, Лидия Дмитриевна (род. 1948), балетмейстер
- Дунаев, Александр Леонидович (1920—1985), режиссёр
- Жердер, Эдуард Борисович (1938—2006), артист оперетты
- Зубайраев, Яраги Магомедович (1917—1980), актёр
- Иванова, Зоя Леонидовна (р. 1934), артистка оперетты
- Кажлаев, Мурад Магомедович (1931—2023), композитор[485]
- Кваша, Игорь Владимирович (1933—2012), актёр и режиссёр театра и кино, телеведущий
- Ковель, Валентина Павловна (1923—1997), актриса театра и кино[486]
- Колосов, Георгий Константинович (1904—1989), актёр
- Кольцова, Мира Михайловна (1938—2022), танцовщица, балетмейстер[487]
- Коробкин, Владислав Фёдорович (1932—1995), актёр
- Кузьмина, Капитолина Артемьевна (1925—2022), артистка оперетты
- Кузьминых, Степан Иванович (1918—1990), актёр
- Кулешов, Пётр Иванович (1912—1995), актёр театра и кино[488]
- Лазарев, Михаил Гаврилович (1923—1992), актёр
- Лановой, Василий Семёнович (1934—2021), актёр театра и кино[489]
- Ларионов, Всеволод Дмитриевич (1928—2000), актёр театра и кино[490]
- Миронова, Мария Владимировна (1911—1997), актриса эстрады, театра и кино,[491]
- Минин, Владимир Николаевич (р. 1929), хоровой дирижёр[492]
- Муранов, Лев Борисович (1930—2008), хормейстер
- Нейгауз, Станислав Генрихович (1927—1980), пианист
- Оглоблин, Владимир Николаевич (1915—2005), режиссёр
- Ойстрах, Игорь Давидович (1931—2021), скрипач[493]
- Палеес, Александр Рувимович (1930—2003), актёр и режиссёр
- Петров, Юрий Владимирович (1930—2013), хормейстер
- Петрова, Мария Григорьевна (1906—1992), диктор радио
- Призван-Соколова, Мария Александровна (1909—2001), актриса
- Пьявко, Владислав Иванович (1941—2020), оперный певец[494]
- Раевский, Игорь Иванович (р. 1937), хормейстер
- Розум, Александр Григорьевич (1923—1987), певец
- Рудес, Александра Давыдовна (р. 1930), оперная певица
- Самсонов, Самсон Иосифович (1921—2002), режиссёр[495]
- Санина, Таисия Леонидовна (1923—2011), артистка оперетты
- Сёмина, Тамара Петровна (р. 1938), актриса театра и кино
- Смирнов, Игорь Валентинович (1926—1989), балетмейстер
- Соколов, Вадим Александрович (1934—2001), актёр
- Сытник, Виктор Григорьевич (1935—2016), артист оперетты
- Тихонов, Анатолий Васильевич (1932—2014), балалаечник
- Томкевич, Игорь Станиславович (1930—1996), актёр
- Френкель, Ян Абрамович (1920—1989), композитор[496]
- Хамармер, Яков Семёнович (1920—1988), режиссёр
- Хмельницкий, Ушер Пенхович (1923—1991), балетмейстер
- Шанюшкина, Чимита Григорьевна (1927—2005), певица
- Штоббе, Фёдор Генрихович (1916—1984), актёр

### 1979 год
- Абашина, Клара Николаевна (1928—2009), актриса театра[497]
- Айзикович, Иосиф Юрьевич (1919—1997), дирижёр
- Арцеулов, Олег Константинович (1927—2001), кинооператор
- Баева, Вера Михайловна (р. 1936), певица[498]
- Богатырёв, Василий Тимофеевич (1926—2011), актёр
- Богданов, Юрий Никифорович (1923—1996), артист оперетты[499]
- Броневой, Леонид Сергеевич (1928—2017), актёр[500]
- Васильев, Юрий Петрович (1929—1993), актёр
- Вермишева, Екатерина Ивановна (1925—1998), кинорежиссёр-документалист
- Владимирова-Васильева, Маргарита Георгиевна (р. 1938), оперная и камерная певица (лирическое сопрано)
- Волчек, Галина Борисовна (1933—2019), актриса театра и кино, театральный режиссёр
- Вржесинский, Валентин Иванович (1928—2013), оперный певец (баритон)[501]
- Гаррель, Софья Николаевна (1904—1991), театральная актриса[29]
- Гаряева, Валентина Нимгировна (р. 1939), певица
- Данилов, Борис Иванович (1929—2020), балетмейстер ансамбля «Сиверко»
- Дашиев, Дугаржап Цыренович (1939—2003), оперный певец[502]
- Дементьева, Валерия Алексеевна (1907—1990), театральная актриса
- Дивов, Игорь Николаевич (1921—2000), актёр театра кукол[503]
- Диденко, Зинаида Захаровна (1938—2018), певица
- Дорлиак, Нина Львовна (1908—1998), певица[504]
- Захарова-Королёва, Валентина Петровна (р. 1936), певица
- Каюров, Юрий Иванович (р. 1927), актёр театра и кино
- Киселёв, Василий Николаевич (1919—1992), кинооператор-документалист
- Китаенко, Дмитрий Георгиевич (р. 1940), дирижёр
- Короткова, Ольга Шариповна (1941—2004), балерина
- Кузнецов, Анатолий Борисович (1930—2014), киноактёр
- Малинин, Евгений Васильевич (1930—2001), пианист[505]
- Мануковская, Римма Афанасьевна (1925—2003), актриса
- Махнач, Леонид Владимирович (1933—2014), кинорежиссёр-документалист
- Микоша, Владислав Владиславович (1909—2004), кинорежиссёр[506]
- Мищевский, Анатолий Михайлович (1933—1996), певец
- Нестеров, Аркадий Александрович (1918—1999), композитор
- Никулина, Клавдия Тимофеевна (1917—2005), актриса
- Ошурков, Михаил Фёдорович (1906—1995), кинооператор
- Пальвинская, Валентина Дмитриевна (1929—2006), певица
- Паротиков, Дементий Гаврилович (1927—2011), актёр
- Петров, Борис Николаевич (1922—2007), режиссёр массовых спортивных праздников и церемоний
- Поличкин, Александр Петрович (1910—1999), балетмейстер
- Польских, Галина Александровна (р. 1939), актриса театра и кино
- Рейнгольд, Семён Моисеевич (1927—1981), режиссёр
- Розанов, Виктор Петрович (1926—2001), певец
- Рыкунин, Николай Николаевич (1915—2009), эстрадный актёр
- Сахаров, Алексей Николаевич (1934—1999), кинорежиссёр
- Сметанников, Леонид Анатольевич (р. 1943), оперный певец (баритон)[507]
- Соляник, Лилия Антоновна (р. 1941), певица
- Третьяков, Виктор Викторович (р. 1946), скрипач[508]
- Трошкин, Владлен Павлович (1930—2015), кинооператор
- Чаркова, Клавдия Семёновна (1917—1994), актриса
- Чередников, Сергей Арсеньевич (1918—1984), актёр
- Чулюкин, Юрий Степанович (1929—1987), кинорежиссёр
- Шалевич, Вячеслав Анатольевич (1934—2016), актёр театра и кино
- Шаховская, Наталья Николаевна (1935—2017), виолончелистка[509]
- Широких, Ростислав Александрович (1926—1993), телерадиодиктор
- Шубина, Эльвира Михайловна (1939—1999), певица
- Шуров, Александр Израилевич (1906—1995), эстрадный актёр
- Юсов, Вадим Иванович (1929—2013), кинооператор

## 1980-е годы

### 1980 год

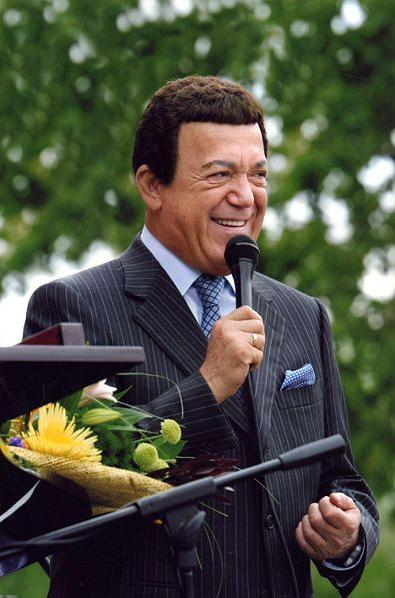
И. Д. Кобзон

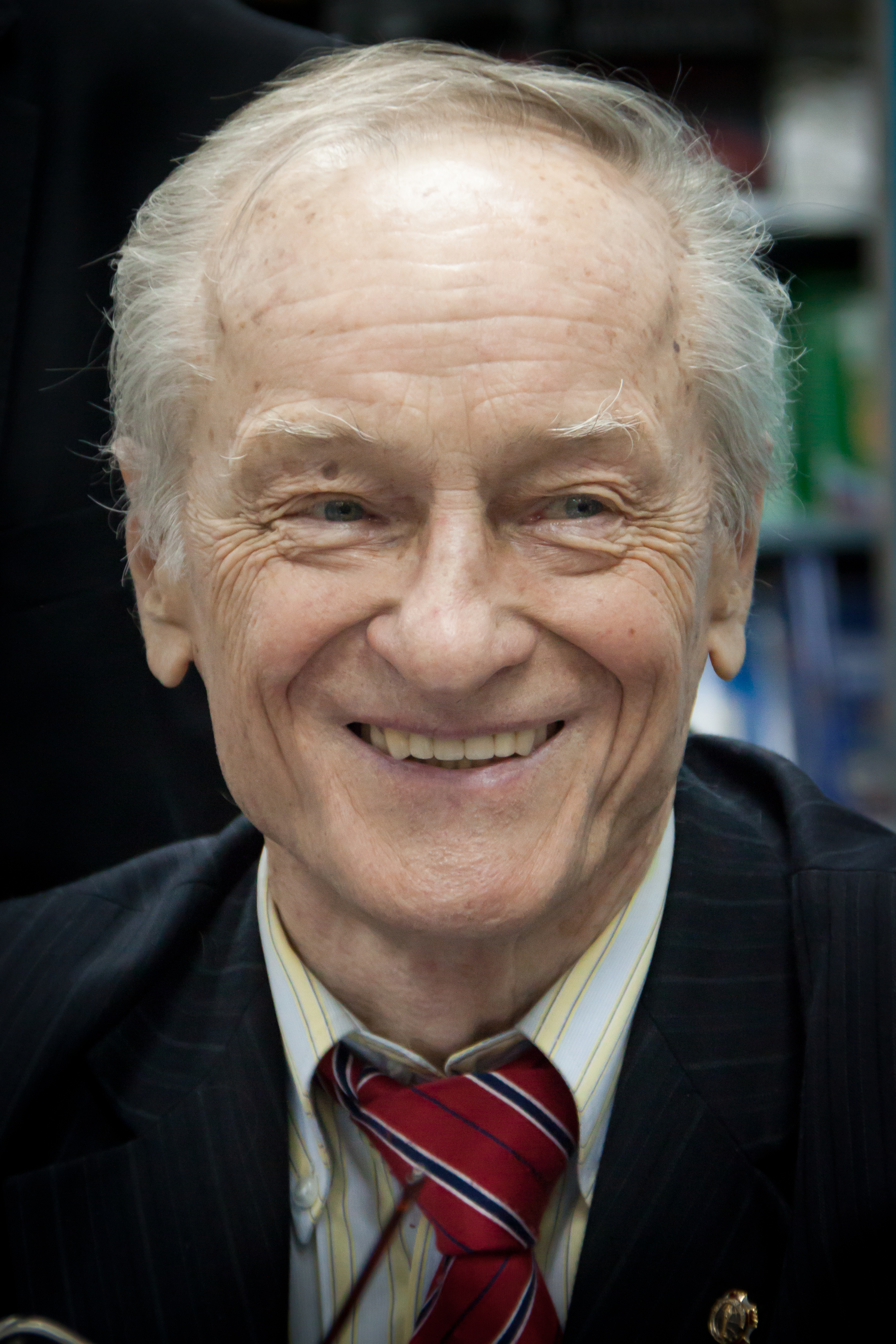
М. И. Ножкин

- Анисимова, Галина Александровна (1929—2018), актриса театра и кино[510]
- Антонова, Мария Николаевна (1926—2020), певица
- Баздеров, Корнелий Александрович (1924—2009), актёр
- Белозёров, Игорь Михайлович (1926—1994), актёр театра и кино[511]
- Белый, Виктор Аркадьевич (1904—1983), композитор[512]
- Беседин, Виктор Андреевич (1925—1992), эстрадный певец[513]
- Вайнберг, Моисей Самуилович (1919—1996), композитор
- Вершинин, Рафаил Степанович (1931—2006), хормейстер
- Вихров, Владимир Валентинович (1926—2005), актёр театра и кино[514]
- Вяткин, Борис Петрович (1913—1994), клоун
- Гасташева, Наталья Казбулатовна (р.1940), певица
- Голышев, Николай Николаевич (1929—2021), певец
- Гускина, Елена Ростиславовна (1944—2016), балерина
- Дроздова, Маргарита Сергеевна (род. 1948), балерина[515]
- Дурова, Тереза Васильевна (1926—2012), артистка цирка
- Дьячков, Леонид Николаевич (1939—1995), актёр[516]
- Ермолаев, Юрий Михайлович (1932—2017), артист цирка, дрессировщик лошадей[517]
- Ефремова, Вера Андреевна (1929—2021), режиссёр
- Жалакявичюс, Витаутас Прано (1930—1996), кинорежиссёр[518]
- Жибинов, Виктор Петрович (1937—1984), артист оперетты
- Запашный, Мстислав Михайлович (1938—2016), цирковой артист-дрессировщик[519]
- Захарова, Елена Сергеевна (1928—1985), актриса
- Ивашов, Владимир Сергеевич (1939—1995), актёр[520]
- Ишкова, Галина Семёновна (1927—2008), актриса
- Каевченко, Валентина Алексеевна (р.1932), певица
- Кантемиров, Ирбек Алибекович (1928—2000), артист цирка, наездник[521]
- Карелина, Галина Тимофеевна (1931—2025), актриса
- Кац, Арнольд Михайлович (1924—2007), дирижёр[522]
- Кац, Сигизмунд Абрамович (1908—1984), композитор[523]
- Кобзон, Иосиф Давыдович (1937—2018), эстрадный певец[524]
- Козаков, Михаил Михайлович (1934—2011), актёр театра и кино[525]
- Кончаловский, Андрей Сергеевич (р.1937), режиссёр, сценарист
- Коняева-Долматова, Людмила Ивановна (1924—2006), актриса
- Копылов, Виталий Иванович (1925—2012), артист оперетты
- Корогодский, Зиновий Яковлевич (1926—2004), режиссёр
- Костюк, Леонид Леонидович (р.1941), артист цирка
- Кривошеин, Игорь Николаевич (1923—1987), актёр
- Кудрявцев, Иван Фёдорович (1932—1984), дрессировщик
- Лапшин, Ярополк Леонидович (1920—2011), кинорежиссёр[526]
- Левитин, Юрий Абрамович (1912—1993), композитор
- Литвинова, Валентина Алексеевна (р. 1932), актриса
- Лотяну Эмиль Владимирович (1936—2003), кинорежиссёр[527]
- Лугов, Евгений Михайлович (1922—1982), композитор
- Лузанов, Фёдор Петрович (1919—1989), виолончелист[108]
- Мазун, Борис Федотович (1929—2005), певец
- Макаревич, Идея Григорьевна (1927—2020), актриса
- Максакова, Людмила Васильевна (р. 1940), актриса театра и кино
- Мамонтов, Анатолий Васильевич (1937—2019), хоровой дирижёр
- Медведев, Вадим Александрович (1929—1988), актёр театра и кино[528]
- Мизери, Светлана Николаевна (1933—2021), актриса
- Милосердов, Владимир Иванович (1926—2000), актёр
- Миронов, Андрей Александрович (1941—1987), актёр театра и кино[529]
- Некрасов, Николай Николаевич (1932—2012), дирижёр[530]
- Немоляева, Светлана Владимировна (род. 1937), актриса театра и кино[531]
- Николаев, Андрей Николаевич (1938—2023), клоун
- Ножкин, Михаил Иванович (род. 1937), актёр театра и кино, поэт, музыкант[532]
- Охотников, Николай Петрович (1937—2017), певец оперы[533]
- Перцовский, Марк Наумович (1906—1993), актёр
- Петров, Александр Алексеевич (актёр) (1922—2020), актёр
- Плетенко, Олег Сергеевич (1934—2005), певец
- Псарёва, Елена Ивановна (1921—2004), актриса
- Раздьяконов, Феликс Иннокентьевич (1930—2004), актёр
- Раппапорт, Герберт Морицевич (1908—1983), кинооператор
- Рогальский, Евгений Эдуардович (1928—1996), артист цирка
- Родионов, Виктор Иосифович (1924—1987), актёр
- Родионов, Юрий Сергеевич (1934—2003), актёр
- Рыжов, Иван Петрович (1913—2004), актёр театра и кино
- Салимжанов, Марсель Хакимович (1934—2002), театральный режиссёр[534]
- Салтыков, Алексей Александрович (1934—1993), кинорежиссёр
- Сахарова, Людмила Павловна (1926—2012), артистка балета
- Сегель, Яков Александрович (1923—1995), кинорежиссёр
- Символоков, Илья Калистратович (1918—1990), иллюзионист
- Соколов, Александр Львович (1927—1981), режиссёр
- Соколова, Ирина Леонидовна (р. 1940), актриса
- Тарковский, Андрей Арсеньевич (1932—1986), кинорежиссёр
- Тедеев, Вадим Сергеевич (1946—2011), артист балета
- Терентьева, Наталья Ивановна (1926—2019), актриса
- Тимошин, Вячеслав Фёдорович (1929—2006), артист оперетты
- Тихонов, Виктор Петрович (1917—1991), артист цирка
- Туганова, Дзерасса Михайловна (1929—2020), артистка цирка
- Умпелева, Галина Николаевна (1939—2016), актриса
- Фатеева, Наталья Николаевна (р. 1934), актриса театра и кино
- Филатова, Людмила Павловна (р. 1935), певица оперы[535]
- Хомский, Павел Осипович (1925—2016), режиссёр
- Хорькова, Ольга Михайловна (1922—2010), актриса
- Черкасов, Геннадий Константинович (1930—2002), дирижёр
- Чернышов, Михаил Степанович (1906—1981), балетмейстер
- Шарко, Зинаида Максимовна (1929—2016), актриса театра и кино
- Шпанова-Талалаева, Светлана Петровна (1927—2013), актриса
- Шуйдин, Михаил Иванович (1922—1983), артист цирка
- Шуранова, Антонина Николаевна (1936—2003), актриса театра и кино
- Шутов, Евгений Ефимович (1926—1995), актёр театра и кино
- Щербаков, Пётр Иванович (1929—1992), актёр театра и кино
- Эрмлер, Марк Фридрихович (1932—2002), дирижёр

### 1981 год
- Акимов, Борис Борисович (р.1946), артист балета, балетмейстер[536]
- Антонов, Виктор Николаевич (1931—1996), актёр
- Арсланов, Айрат Гареевич (1928—2010), мастер художественного слова
- Богатырёв, Александр Юрьевич (1949—1998), артист балета
- Богатырёв, Анатолий Васильевич (1913—2003), белорусский композитор
- Васильев, Герард Вячеславович (р. 1935), оперный певец (баритон)[537]
- Власенко, Лев Николаевич (1928—1996), пианист, педагог.[538]
- Волков, Владимир Иванович (1920—1990) — актёр
- Волошин, Николай Григорьевич (1927—2000), актёр
- Гасюк, Дмитрий Романович (1930—1983), кинооператор
- Головня, Борис Владимирович (р. 1933), кинооператор
- Духовный, Семён Фишелевич (1934—2006), артист оперетты
- Ежков, Святослав Григорьевич (1926—1993), актёр
- Ермакова, Людмила Владимировна (1927—2008), хоровой дирижёр
- Жарковский, Евгений Эммануилович (1906—1985), композитор[539]
- Зиганьшина, Рашида Абдуллазямовна (1917—2003), актриса
- Ибрагимов, Ренат Исламович (1947—2022), певец
- Иванов, Борис Владимирович (1920—2002), актёр
- Качанов, Роман Абелевич (1921—1993), режиссёр-мультипликатор
- Колмановский, Эдуард Савельевич (1923—1994), композитор[540]
- Колошин, Анатолий Александрович (1917—2004), кинооператор
- Константинов, Георгий Викторович (1924—1994), театральный режиссёр
- Константинова, Нина Алексеевна (1923—2012), актриса
- Кржечковская, Ангелина Агеевна (1926—2014), актриса
- Кухмазова, Шамсиджахан Казимагомедовна (1924—2009), актриса
- Лаврентьева, Светлана Васильевна (р. 1941), актриса
- Левченко, Лина Петровна (р. 1931), певица
- Львов, Михаил Львович (1928—1989), актёр
- Любшин, Станислав Андреевич (р. 1933), актёр театра и кино
- Медведев, Юрий Николаевич (1920—1991), актёр
- Мишулин, Спартак Васильевич (1926—2005), актёр
- Мубарякова, Гюлли Арслановна (1936—2019), актриса, театральный режиссёр[541]
- Мурадова, Саният Татамовна (1924—1992), театральная актриса
- Оссовский, Лев Моисеевич (1922—2012), дирижёр
- Петрова, Ольга Ивановна (1920—1990), актриса
- Пилипенко, Константин Владимирович (1926—2004), актёр
- Покровский, Алексей Николаевич (1924—2009), мастер художественного слова
- Проваторов, Геннадий Пантелеймонович (1929—2010), дирижёр
- Рыбников, Николай Николаевич (1930—1990), киноактёр
- Сударушкин, Виктор Борисович (1936—1986), режиссёр театра кукол, Ленинградский государственный Большой театр кукол[542]
- Тимофеев, Дмитрий Иванович (1925—1995), актёр и режиссёр
- Товкуев, Хусен Хазешевич (1927—2004), актёр
- Толмачёва, Лилия Михайловна (1932—2013), актриса
- Турчанис, Владимир Александрович (1931—2010), певец
- Ульбашев, Мутай Исмаилович (1923—2005), артист балета
- Фартусов, Фёдор Алексеевич (1926—1994), кинооператор
- Хачатурян, Карэн Суренович (1920—2011), композитор
- Хизроева, Патимат Хизроевна (1925—2005), актриса
- Чемберг, Валентина Ильинична (1917—1990), актриса
- Шляпина, Галина Аркадьевна (р. 1951), балерина
- Эркенов, Леонид Хаджимуразович (1925—2001), режиссёр
- Яковлев, Валерий Николаевич (1939—2024), театральный актёр и режиссёр[543]
- Янковская, Ольга Ефимовна (1922—1986), актриса
- Яхин, Рустем Мухаметхазеевич (1921—1993), композитор[544]

### 1982 год
- Андриканис, Евгений Николаевич (1909—1993), кинооператор
- Балашова, Роза Трофимовна (1927—2005), актриса театра и кино[545]
- Баснер, Вениамин Ефимович (1925—1996), композитор
- Бессарабов, Игорь Викторович (1919—1993), кинооператор
- Воронин, Валентин Александрович (1940—2019), актёр
- Ворошило, Александр Степанович (р.1944), оперный певец
- Гершунова, Любовь Васильевна (1947—2006), артистка балета[136]
- Гордеев, Вячеслав Михайлович (р. 1948), артист балета[546]
- Горелик, Лев Григорьевич (1928—2012), артист эстрады[547]
- Грузин, Борис Ефимович (р.1937), дирижёр
- Дагиров, Наби Садыкович (1921—2003), композитор
- Дроздов, Глеб Борисович (1940—2000), режиссёр
- Дуров, Лев Константинович (1931—2015), актёр театра и кино
- Дурова, Наталья Юрьевна (1934—2007), артистка цирка[548]
- Живаго, Вера Семёновна (1918—2012), артистка оперетты
- Ильина-Дмитриева Анегина Егоровна (р. 1943), оперная певица[549]
- Кацинский, Анатолий Александрович (1927—2009), актёр
- Кириллов, Игорь Леонидович (1932—2021), телеведущий, диктор
- Клёнов, Олег Васильевич (1932—1996), певец
- Кочетков, Александр Степанович (1927—1997), кинооператор
- Куватова, Леонора Сафыевна (р. 1948), балерина
- Кузнецова, Елена Архиповна (1918—2008), актриса
- Лазарев, Александр Николаевич (р. 1945), дирижёр
- Лазарев, Евгений Николаевич (1937—2016), актёр театра и кино, театральный режиссёр
- Ландграф, Станислав Николаевич (1939—2006), актёр
- Лихачёва, Ираида Дмитриевна (1926—2017), артистка оперетты
- Лобанов, Матвей Матвеевич (1927—2000), певец
- Марченко, Владимир Иванович (1943—2021), актёр
- Мелёхин, Геннадий Михайлович (1936—2018), актёр
- Павлова, Надежда Васильевна (р. 1956), балерина[550]
- Папина, Тамара Фёдоровна (1927—1996), актриса
- Писаренко, Галина Алексеевна (1934—2022), певица
- Прибылов, Владимир Васильевич (1934—2006), актёр
- Ромашин, Анатолий Владимирович (1931—2000), актёр
- Рычков, Борис Николаевич (1938—2019). кинорежиссёр-документалист
- Самогова, Гошнау Аюбовна (1928—1995), певица
- Семеняка, Людмила Ивановна (р. 1952), балерина[551]
- Сизов, Николай Иванович (1915—1991), артист эстрады, чтец, мастер художественного слова
- Столбов, Александр Аронович (1920—1986), кинорежиссёр и сценарист
- Суров, Борис Николаевич (1924—1994), актёр
- Тазетдинов, Ринат Арифзянович (1938—2024), актёр
- Терентьев, Борис Михайлович (1913—1989), композитор
- Трошева, Юлия Ивановна (1916—1988), актриса
- Фрэз, Илья Абрамович (1909—1994), режиссёр[552]
- Хлытчиев, Сергей Георгиевич (1921—1998), актёр
- Чайковский, Борис Александрович (1925—1996), композитор
- Шумский, Вячеслав Михайлович (1921—2011), кинооператор
- Юматов, Георгий Александрович (1926—1997), актёр
- Яковлева, Варвара Николаевна (р. 1935), певица[553]

### 1983 год
- Багратуни, Ваган Вачеевич (1938—1991), актёр, режиссёр
- Балабанов, Александр Петрович (р. 1945), артист балета[136]
- Бережная-Терехова, Татьяна Геннадьевна (р. 1952), балерина
- Бережной, Сергей Михайлович (1949—2011), артист балета, танцовщик
- Бетев, Пётр Павлович (1926—2002), актёр
- Большакова, Наталья Дмитриевна (р. 1943), артистка балета[136]
- Будажапов, Содном Дашиевич (1934—1987), актёр
- Гороховская, Евгения Станиславовна (р. 1940), певица
- Григорьев, Юрий Александрович (1939—2022), певец
- Громадский, Роман Борисович (1940—2021), актёр
- Гуляев, Вадим Николаевич (р. 1947), артист балета[136]
- Дедик, Александр Александрович (р.1945), оперный певец[554]
- Казарина, Антонина Максимовна (1930—2019), скрипачка
- Калягин, Александр Александрович (р.1942), актёр, режиссёр
- Керер, Рудольф Рихардович (1923—2013), пианист
- Ковмир, Николай Иванович (1947—2000), артист балета[555]
- Колобов, Евгений Владимирович (1946—2003), дирижёр[556]
- Краснопольский, Владимир Аркадьевич (1933—2022), кинорежиссёр
- Круглов, Владимир Игнатьевич (1934—2005), артист оперетты
- Кудашев, Хусаин Ильдерханович (1913—1986), актёр
- Кунакова, Любовь Алимпиевна (р. 1951), балерина
- Лейферкус, Сергей Петрович (р.1946), певец
- Лещенко, Лев Валерьянович (р. 1942), эстрадный певец[557]
- Лисовский, Константин Павлович (1932—2023), певец
- Макаров, Евгений Петрович (1912—1985), военный дирижёр
- Марусин, Юрий Михайлович (1945—2022), оперный певец
- Мезенцева, Галина Сергеевна (р. 1952), балерина
- Мещерин, Вячеслав Валерианович (1923—1995), музыкант
- Микаэлян, Сергей Герасимович (1923—2016), кинорежиссёр
- Мусин, Илья Александрович (1904—1999), дирижёр
- Ожигова, Татьяна Анатольевна (1944—1989), актриса
- Петрова, Галина Кранидовна (род. 1945), певица, артистка оперетты.
- Плужников, Константин Ильич (р.1941), певец
- Попов, Виктор Сергеевич (1934—2008), хоровой дирижёр[558]
- Равикович, Анатолий Юрьевич (1936—2012), актёр
- Сахиров, Фёдор Семёнович (1928—2015), театральный актёр, режиссёр
- Сибирцев, Александр Сергеевич (1935—2024), певец
- Солнцева, Лариса Александровна (1935—2020), актриса
- Урбанович, Владимир Николаевич (1938—2023), певец
- Усков, Валерий Иванович (р. 1933), кинорежиссёр
- Устюжанинов, Анатолий Иванович (1934—2008), актёр
- Фихтенгольц, Михаил Израилевич (1920—1985), скрипач
- Хитяева, Людмила Ивановна (р. 1930), актриса театра и кино
- Целовальник, Евгения Павловна (1938—1997), певица
- Ченчикова, Ольга Ивановна (р. 1956), артистка балета[136]
- Шакиров, Ильгам Гильмутдинович (1935—2019), певец
- Шевченко, Лариса Андреевна (р. 1950), певица оперы[559]
- Шмелёв, Георгий Михайлович (1931—2012), артист-чтец[560]

### 1984 год

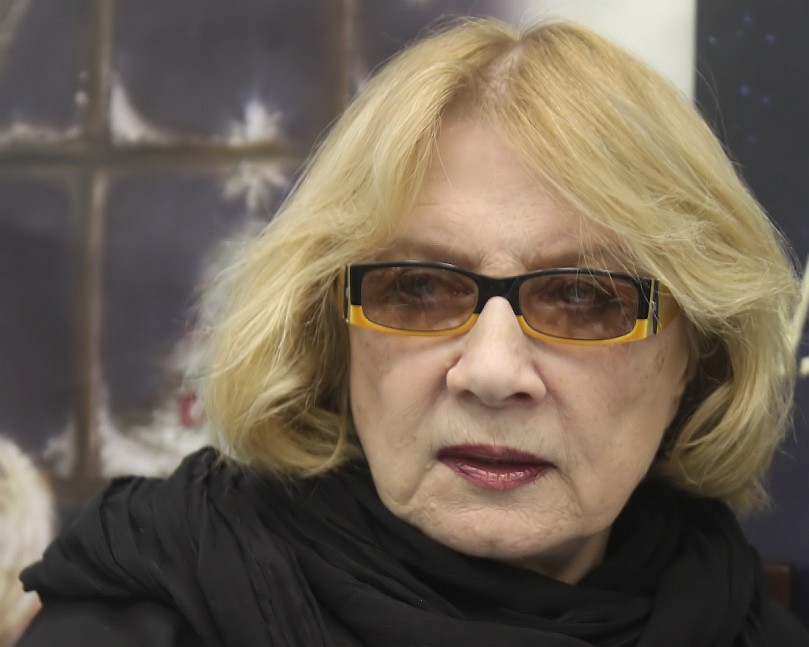
А. С. Демидова

- Абрикосов, Григорий Андреевич (1932—1993), актёр театра и кино
- Авдошина-Володарская, Нина Андреевна (р. 1937), певица
- Агафонников, Игорь Германович (1932—2005), хормейстер
- Аедоницкий, Павел Кузьмич (1922—2003), композитор[561]
- Аркадьева, Ирина Аркадьевна (1929—2016), актриса
- Аросева, Ольга Александровна (1925—2013), актриса театра и кино
- Бадьев, Николай Фёдорович (1922—1993), актёр театра и кино
- Барков, Дмитрий Иванович (1940—2013), актёр театра и кино
- Барынин, Валерий Николаевич (1940—2016), певец, артист оперетты
- Белохвостикова, Наталия Николаевна (р. 1951), актриса кино
- Блинов, Евгений Григорьевич (1925—2018), балалаечник
- Богачёв, Вячеслав Михайлович (1937—2000), актёр театра
- Бондарук, Владимир Васильевич (1934—2012), актёр
- Волынцев, Юрий Витальевич (1932—1999), актёр театра
- Галко, Александр Григорьевич (1938—2016), актёр театра и кино[562]
- Гафаров, Фидан Сафич (1947—2025), актёр
- Гафт, Валентин Иосифович (1935—2020), актёр театра и кино
- Гутман, Илья Семёнович (1918—1999), кинооператор
- Голикова, Татьяна Николаевна (1945—2012), балерина
- Гусев, Пётр Андреевич (1904—1987), артист балета, балетмейстер[136]
- Демидова, Алла Сергеевна (р. 1936), актриса театра и кино[563]
- Захарченко, Виктор Гаврилович (р. 1938), руководитель хора
- Ирсаева, Нурия Исхаковна (р. 1942), актриса
- Калинина, Галина Алексеевна (р. 1948), певица
- Карева, Галина Алексеевна (1929—1990), оперная певица[564]
- Касаткина, Наталья Дмитриевна (1934—2024), балерина
- Конгар, Хургулек Байсклановна (1924—1996), артистка оперетты
- Крайнев, Владимир Всеволодович (1944—2011), пианист
- Лундстрем, Олег Леонидович (1916—2005), джазмен, композитор, создатель и руководитель оркестра.
- Лядова, Людмила Алексеевна (1925—2021), композитор, певица[565]
- Мальченко, Владимир Афанасьевич (р. 1945), певец
- Меркулов, Иван Захарович (1917—2004), балетмейстер
- Михалков, Никита Сергеевич (р. 1945), актёр, кинорежиссёр
- Мовчан, Людмила Владимировна (р. 1950), балерина
- Панкова, Татьяна Петровна (1917—2011), актриса театра и кино
- Панфилов, Глеб Анатольевич (1934—2023), кинорежиссёр и сценарист
- Пелагейченко, Эдуард Иванович (р. 1941), певец
- Пчёлкин, Леонид Аристархович (1924—2004), кинорежиссёр
- Расцветаев, Вячеслав Николаевич (1933—2008), актёр
- Рахлин, Илья Яковлевич (1917—2002), основатель мюзик-холла[566]
- Сергеев, Николай Петрович (1918—2007), дирижёр
- Спасский, Леонид Карпович (1926—1988), актёр
- Стрельченко, Александра Ильинична (1937—2019), эстрадная певица
- Тараторкин, Георгий Георгиевич (1945—2017), актёр
- Трошин, Владимир Константинович (1926—2008), актёр
- Федосеева-Шукшина, Лидия Николаевна (р. 1938), актриса театра и кино
- Шальнов, Павел Александрович (1926—2012), актёр
- Широкова, Ида Николаевна (1928—?), певица
- Щелкалин, Владимир Георгиевич (1933—2004), певец
- Ядых, Павел Арнольдович (1923—2000), дирижёр
- Янковский, Олег Иванович (1944—2009), актёр театра и кино[567]

### 1985 год

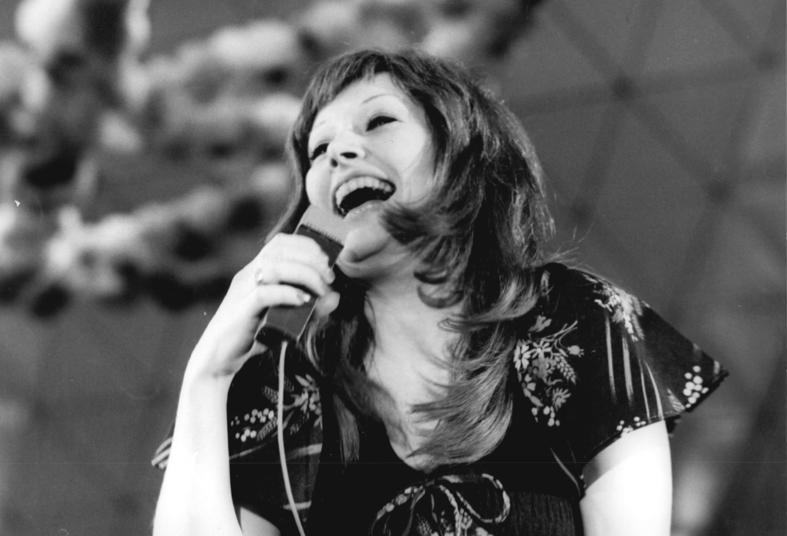
А. Б. Пугачёва

- Алексик, Андрей Андреевич (род. 1939), певец
- Батуев, Жигжит Абидуевич (1915—1996), композитор
- Болотова, Жанна Андреевна (род. 1941), актриса
- Боярчиков, Николай Николаевич (1935—2020), танцовщик
- Брунов, Борис Сергеевич (1922—1997), эстрадный артист, конферансье[45]
- Бурлаков, Виктор Дмитриевич (1927—2010), актёр
- Вельяминов, Пётр Сергеевич (1926—2009), артист киностудии «Мосфильм»[568]
- Гаврилин, Валерий Александрович (1939—1999), композитор[136]
- Головань, Анатолий Петрович (р. 1951), артист балета[136]
- Головко, Виль Васильевич (1932—2015), режиссёр, постановщик цирковых программ[569]
- Горбунов, Юрий Михайлович (род. 1939), певец
- Гостев, Игорь Аронович (1925—1994), режиссёр
- Григорьев, Юрий Владимирович (1940—2015), артист балета[136]
- Губенко, Николай Николаевич (1941—2020), актёр, режиссёр
- Гуляев, Владимир Дмитриевич (1931—2024), режиссёр
- Дорошина, Нина Михайловна (1934—2018), актриса
- Дробышева, Нина Ивановна (1939—2023), актриса
- Зырянова, Лариса Даниловна (р. 1944), певица
- Казаков, Николай Алексеевич (1938—2005), актёр
- Калинин, Николай Николаевич (1944—2004), дирижёр
- Карташёва, Ирина Павловна (1922—2017), актриса
- Каштелян, Сергей Андреевич (1910—1995), артист оригинального жанра, режиссёр[570]
- Кожухарь, Владимир Маркович (1941—2022), дирижёр
- Кузин, Иван Борисович (1917—1986), актёр
- Кульбаева, Людмила Кубатиевна (1942—2010), певица
- Малеванная, Лариса Ивановна (род. 1939), актриса
- Миклин, Валерий Фёдорович (род. 1949), артист балета
- Мялк, Вадим Иванович (1925—1996), актёр
- Наравцевич, Борис Абрамович (1924—1986), режиссёр
- Нахапетов, Родион Рафаилович (род. 1944), актёр, режиссёр и сценарист
- Николаев, Алексей Александрович (1931—2003), композитор
- Нугзаров, Тамерлан Темирсолтанович (1942—2020), артист цирка, наездник
- Орлов, Наум Юрьевич (1924—2003), режиссёр
- Петров, Андрей Борисович (1945—2023), артист балета
- Покровская, Алла Борисовна (1937—2019), актриса театра и кино
- Поначевный, Сергей Леонтьевич (1908—1986), актёр
- Пономаренко, Григорий Фёдорович (1921—1996), композитор, баянист[571]
- Полетаев, Анатолий Иванович (род. 1936), дирижёр, композитор, баянист[572]
- Пугачёва, Алла Борисовна (род. 1949), певица, композитор[573]
- Раднаев, Саян Владимирович (1935—2013), певец
- Ренц, Роман Борисович (1922—1995), режиссёр кукольного театра
- Рунге, Борис Васильевич (1925—1990), актёр театра и кино
- Савельева, Людмила Михайловна (р. 1942), актриса театра и кино
- Санкин, Борис Сергеевич (род. 1937), балетмейстер
- Седова, Муза Ивановна (1926—1999), актриса
- Семёнова, Светлана Георгиевна (род. 1940), актриса
- Семизорова, Нина Львовна (род. 1956) балерина
- Сивухин, Лев Константинович (1935—2001), хоровой дирижёр
- Степанов, Владимир Тимофеевич (1930—1998), оперный певец
- Стосков, Юрий Викторович (1931—2013), актёр
- Талызина, Валентина Илларионовна (1935—2025), актриса театра и кино
- Тодоровский, Пётр Ефимович (1925—2013), кинорежиссёр, кинооператор, сценарист, актёр
- Храпко, Илья Яковлевич (1927—1995), актёр
- Черенцов, Лев Сергеевич (1925— ?), кинорежиссёр-документалист
- Чурикова, Инна Михайловна (1943—2023), актриса
- Эрнст, Марина Александровна (1929—2017), актриса
- Яковлев, Вадим Васильевич (род. 1946), актёр
- Яковлев, Виктор Михайлович (1933—1987), дирижёр
- Яковлева, Ольга Михайловна (р. 1941), актриса

### 1986 год

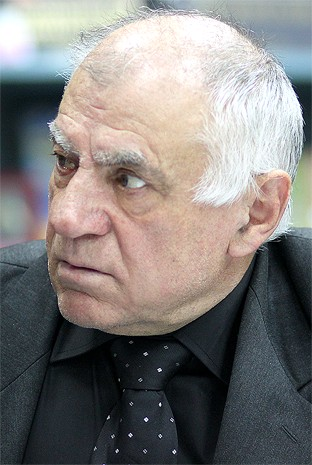
Ш. Р. Чалаев

- Андросов, Михаил Тимофеевич (1916—1998), актёр
- Афанасьев, Леонид Викторович (1921—1995), композитор[574]
- Бады-Сагаан, Борис Филиппович (1928—2007), актёр
- Бердышев, Анатолий Васильевич (1947—2015), артист балета[136]
- Бугров, Владимир Васильевич (1938—2003), режиссёр
- Буруев, Владимир Яковлевич (1936—1999), певец
- Васильева, Екатерина Сергеевна (род. 1945), актриса театра и кино[537]
- Гатаев, Валерий Закирович (1938—2011), актёр театра и кино
- Горковенко, Станислав Константинович (1938—2018), дирижёр
- Григорьева, Нина Ильинична (1938—2025), актриса
- Гундарева, Наталья Георгиевна (1948—2005), актриса театра и кино
- Довгалева, Нелли Ибрагимовна (род. 1946), оперная певица (сопрано)[177]
- Дьяконов, Валерий Аркадьевич (1942—2015), актёр театра
- Ерёмин, Юрий Иванович (1944—2025), режиссёр
- Карпова, Вера Александровна (1933—2024), актриса
- Кашпур, Владимир Терентьевич (1926—2009), актёр театра и кино
- Конопацкий, Иосиф Николаевич (1925—2021), актёр театра и кино[575]
- Конопчук, Павлина Васильевна (1928—2017), актриса
- Куклачёв Юрий Дмитриевич (род. 1949), артист цирка, клоун-дрессировщик кошек
- Кулагин, Леонид Николаевич (род. 1940), актёр театра и кино
- Куликова, Александра Николаевна (1943—2021), певица
- Лерман, Семён Эммануилович (1923—2009), режиссёр
- Лукьянова, Тамара Дмитриевна (род. 1930), танцовщица, педагог
- Мартон, Николай Сергеевич (род. 1934), актёр
- Михальченко, Алла Анатольевна (род. 1957), балерина
- Морозов, Борис Михайлович (1931—1997), певец
- Мягков, Андрей Васильевич (1938—2021), актёр театра и кино
- Никитин, Валерий Васильевич (род. 1941), актёр
- Овчинников, Вячеслав Александрович (1936—2019), композитор и дирижёр
- Осипов, Вячеслав Николаевич (1938—2009), певец[576]
- Паевская, Елена Николаевна (1926—1986), актриса
- Парцхаладзе, Мераб Алексеевич (1924—2008), композитор
- Петров, Николай Арнольдович (1943—2011), пианист[577]
- Пономаренко, Анатолий Яковлевич (1945—2020), певец
- Попов, Валерий Сергеевич (род. 1937), фаготист[578]
- Сасыков, Александр Тимофеевич (1932—1996), актёр
- Сергиенко, Людмила Борисовна (род. 1945), певица
- Серебреник, Казимир Борисович (1927—2009), артист-чтец[579]
- Симонова, Ольга Алексеевна (1938—2013), актриса
- Славина, Зинаида Анатольевна (1940—2019), актриса
- Соколов, Владимир Александрович (1936—1999), кларнетист
- Спиваков, Владимир Теодорович (род. 1944), скрипач, дирижёр[580]
- Таривердиев, Микаэл Леонович (1931—1996), композитор[581]
- Флярковский, Александр Георгиевич (1931—2014), композитор
- Харитонов, Леонид Михайлович (1933—2017), певец
- Хижняк, Анатолий Александрович (р. 1936), баянист
- Худяков, Николай Сергеевич (1934—1998), баянист
- Чалаев, Ширвани Рамазанович (род. 1936), композитор
- Чернушенко, Владислав Александрович (род. 1936), дирижёр[582]
- Черныш, Николай Константинович (1938—2018), актёр
- Чуйков, Александр Александрович (1936—2015), артист Тверского академического театра драмы
- Шаинский, Владимир Яковлевич (1925—2017), композитор[583]
- Шепельский, Иван Тимофеевич (р. 1937), баянист
- Шиловский, Всеволод Николаевич (род. 1938), актёр театра и кино
- Эрдели, Ольга Георгиевна (1927—2015), арфистка[584]
- Яковлев, Сергей Сергеевич (1925—1996), актёр
- Янсонс, Марис (1943—2019), дирижёр

### 1987 год
- Антонов, Валентин Дмитриевич (1926—2014), актёр
- Борисова, Галина Ильинична (род. 1941), певица
- Бородин, Алексей Владимирович (род. 1941), режиссёр
- Быков, Ролан Антонович (1929—1998), актёр, кинорежиссёр
- Ветко, Тамара Ивановна (1927—2016), актриса
- Вокач, Александр Андреевич (1926—1989), актёр
- Воробьёва, Лилия Анатольевна (род. 1952), артистка балета[136]
- Габович, Михаил Михайлович (род. 1948), артист балета
- Грач, Эдуард Давидович (род. 1930), скрипач, альтист, дирижёр
- Гридин, Виктор Фёдорович (1943—1997), баянист
- Гришина, Людмила Николаевна (род. 1939), актриса
- Гусь, Анатолий Никитич (1944—2023), дирижёр ансамбля танца
- Дичева, Лира Михайловна (род. 1930), певица
- Дмитриева, Антонина Ивановна (1929—1999), актриса
- Екимов, Леонид Георгиевич (1931—2017), певец
- Жилкин, Артур Павлович (1938—2017), певец
- Жук, Валентин Исаакович (род. 1934), скрипач
- Заволокин, Борис Фёдорович (1939—2022), актёр
- Зализняк, Светлана Васильевна (род. 1939), певица
- Золотухин, Валерий Сергеевич (1941—2013), актёр
- Каштелян, Сергей Андреевич (1910—1995), артист оригинального жанра, режиссёр[585]
- Кисенкова, Клара Константиновна (1944—2022), актриса
- Копылов, Александр Александрович (род. 1924), дирижёр
- Корнеев, Александр Васильевич (1930—2010), флейтист[586]
- Котёночкин, Вячеслав Михайлович (1927—2000), режиссёр-мультипликатор
- Красотин, Алексей Павлович (1920—2021), актёр
- Кусов, Владимир Анатольевич (1923—1997), режиссёр кукольного театра
- Лемешонок, Евгений Семёнович (1921—2011), актёр
- Леонтьев, Сергей Михайлович (род. 1939), актёр
- Ломако, Валерий Иванович (1940—2016), актёр
- Львов-Анохин, Борис Александрович (1926—2000), режиссёр
- Майхровский, Евгений Бернардович (род. 1938), клоун
- Марцевич, Эдуард Евгеньевич (1936—2013), актёр
- Масленников, Игорь Фёдорович (1931—2022), кинорежиссёр
- Мельников, Виталий Вячеславович (1928—2022), кинорежиссёр
- Неёлова, Марина Мстиславовна (род. 1947), актриса театра и кино
- Попков, Игорь Васильевич (1936—2024), скрипач
- Саитов, Виктор Петрович (1941—2007), актёр
- Синицына, Ольга Владимировна (род. 1940), певица
- Слонимский, Сергей Михайлович (1932—2020), композитор
- Тищенко, Борис Иванович (1939—2010), композитор
- Ткачёв, Лев Александрович (1936—2003), мастер художественного слова
- Толкунова, Валентина Васильевна (1946—2010), эстрадная певица
- Трауберг, Леонид Захарович (1902—1990), кинорежиссёр и сценарист
- Трегубович, Виктор Иванович (1935—1992), кинорежиссёр
- Филиппов, Роман Сергеевич (1936—1992), актёр
- Хакимова, Ирина Шарифзяновна (род. 1951), артистка балета[587]
- Ходжоян, Рудий Енокович (род. 1943), артист балета
- Хомицер, Михаил Эммануилович (1935—2002), виолончелист
- Чернышёв Игорь Александрович (1937—2007), балетмейстер
- Юрский, Сергей Юрьевич (1935—2019), актёр театра и кино
- Яковлева, Нина Михайловна (род. 1940), актриса

### 1988 год
- Абросимова, Тамара Михайловна (р. 1939), актриса театра и кино
- Агамирова, Тамилла Суджаевна (1928—2021), актриса театра «Ромэн».
- Архипова, Нина Николаевна (1921—2016), актриса Театра сатиры
- Белоглазов, Владимир Семёнович(р. 1938), актёр
- Белявский, Леонид Савельевич (1927—2008), режиссёр
- Бичевская, Жанна Владимировна (р. 1944), певица[588]
- Богатырёв, Юрий Георгиевич (1947—1989), актёр театра и кино
- Быкова, Римма Александровна (1926—2008), актриса театра[45]
- Валукин, Евгений Петрович (1937—2016), артист балета, балетмейстер[136]
- Варгузова, Светлана Павловна (р. 1944), артистка оперетты
- Веденеев, Юрий Петрович (р. 1945), певец
- Вертинская, Анастасия Александровна (р. 1944), актриса
- Ганженко, Виктор Александрович (р. 1947), артист балета
- Гинзбург, Владимир Феликсович (р. 1939), актёр
- Голобородько, Александр Александрович (р. 1938), актёр
- Горностаева, Вера Васильевна (1929—2015), пианистка
- Гусев, Станислав Дмитриевич (1937—2012), хормейстер
- Гутман, Илья Семёнович (1918—1999), кинооператор
- Дагаев, Валид Шитаевич (1940—2016), певец
- Дмитриев, Игорь Борисович (1927—2008), актёр театра и кино
- Доренский, Сергей Леонидович (1931—2020), пианист
- Дружинин, Фёдор Серафимович (1932—2007), альтист
- Егунов, Виктор Пантелеймонович (1928—2007), актёр театра и кино
- Елисеев, Виктор Петрович (р. 1950), военный дирижёр
- Заманский, Владимир Петрович (р. 1926), актёр театра и кино
- Запашный, Вальтер Михайлович (1928—2007), дрессировщик
- Захаров, Марк Анатольевич (1933—2019), актёр, режиссёр театра и кино
- Ильин, Алексей Сергеевич (1925—2004), дирижёр
- Квасов, Анатолий Николаевич (1935—2007), художественный руководитель ансамбля песни и пляски
- Коган, Семён Аркадьевич (1928—2016), дирижёр
- Корепанова, Вероника Алексеевна (1939—2021), актриса
- Коркошко, Светлана Ивановна (р. 1943), актриса театра и кино
- Корнилов, Анатолий Александрович (1924—1991), дрессировщик
- Кравченко, Татьяна Петровна (1916—2003), пианистка
- Крынкин, Геннадий Яковлевич (1937—2008), актёр театра и кино
- Лабковский, Эдуард Максович (1938—2023), певец
- Лаврова, Татьяна Евгеньевна (1938—2007), актриса театра и кино
- Ливанов, Василий Борисович (р. 1935), актёр театра и кино
- Лихитченко, Аза Владимировна (1937—2024), теледиктор
- Марчевский, Анатолий Павлович (р. 1948), артист цирка
- Милляр, Георгий Францевич (1903—1993), актёр театра и кино
- Мирошниченко, Ирина Петровна (1942—2023), актриса театра и кино
- Михайловский, Иосиф Александрович (1920—1996), хормейстер
- Мишин, Александр Иванович (р. 1942), режиссёр кукольного театра
- Мозжухин, Юрий Александрович (1922—1993), артист цирка, иллюзионист
- Мозжухина, Лидия Алексеевна (1928—2016), артистка цирка, иллюзионистка
- Никитин, Анатолий Павлович (1931—2017), виолончелист
- Охлупин, Игорь Леонидович (1938—2018), актёр
- Пеньков, Николай Васильевич (1936—2009), актёр театра и кино
- Петренко, Алексей Васильевич (1938—2017), актёр
- Покровская, Алина Станиславовна (р. 1940), актриса театра и кино
- Прохоренко, Жанна Трофимовна (1940—2011), актриса театра и кино
- Прудник, Александр Афанасьевич (1933—2009), певец
- Птичкин, Евгений Николаевич (1930—1993), композитор
- Рерберг, Георгий Иванович (1937—1999), кинооператор
- Ромашко, Иван Андреевич (1929—2022), актёр
- Ронинсон, Готлиб Михайлович (1918—1991), актёр театра и кино[589]
- Самбуева, Екатерина Балдановна (р.1949), балерина
- Симон, Виктор Львович (1930—2021), виолончелист[590]
- Скоромникова, Марина Петровна (1936—2021), актриса
- Смоленский, Яков Михайлович (Моисеевич) (1920—1996), драматический актёр, мастер художественного слова, режиссёр[591]
- Соколов, Алексей Сергеевич (1929—1999), дрессировщик
- Соколов, Григорий Липманович (р. 1950), пианист
- Сошальский, Владимир Борисович (1929—2007), актёр театра и кино
- Тытянко, Евгений Сергеевич (1935—1995), дирижёр
- Успенский, Владислав Александрович (1937—2004), композитор
- Хонина, Наина Владимировна (р.1941), актриса
- Шадько, Кларина Ивановна (1939—2020), актриса
- Шакиров, Азгар Шафикович (р. 1940), актёр
- Шарафеев, Равиль Шагапович (р. 1938), актёр
- Шатилова, Анна Николаевна (р.1938), теледиктор
- Юхневич, Иннокентий Владимирович (1921—1997), актёр

### 1989 год
- Авьерино, Юрий Кириллович (1931—2003), иллюзионист
- Башмет, Юрий Абрамович (род. 1953), альтист и дирижёр
- Бегбуди, Сарват Мидхатович (род. 1945), дрессировщик
- Бенцианов, Бен Николаевич (1918—2009), художественный руководитель эстрады[592]
- Бирюков, Борис Константинович (1936—2021), артист цирка, дрессировщик львов
- Борцов, Виктор Андреевич (1934—2008), актёр театра и кино
- Брянцев, Дмитрий Александрович (1947—2004), артист балета, балетмейстер[45][136][537]
- Винокур, Владимир Натанович (род. 1948), певец, пародист[593]
- Воинов, Константин Наумович (1918—1995), актёр, режиссёр
- Волков, Николай Николаевич (младший) (1934—2003), актёр театра и кино
- Воскресенский, Михаил Сергеевич (род. 1935), пианист[108]
- Гареев, Радик Арсланович (1956—1996), певец
- Гаудасинский, Станислав Леонович (1937—2020), оперный режиссёр
- Голованова, Тамара Сергеевна(1924—2010), балерина и балетмейстер
- Гофман, Альберт Леонидович (1938—2018), флейтист
- Давлетмирзаев, Муталип Ахмадович (1939—2023), актёр
- Державин, Михаил Михайлович (1936—2018), актёр театра и кино
- Езепов, Вячеслав Иванович (1941—2020), актёр театра и кино
- Ефимов, Владимир Викторович (род. 1944), певец
- Жариков, Евгений Ильич (1941—2012), актёр театра и кино
- Зайцева, Людмила Васильевна (род. 1946), актриса театра и кино
- Захаренко, Лидия Константиновна (1938—2021), певица
- Збруев, Александр Викторович (род. 1938), актёр театра и кино
- Зозуля, Владимир Александрович (1934—2018), дирижёр
- Иванова, Людмила Ивановна (1933—2016), актриса театра и кино
- Исрафилов, Рифкат Вакилович (род. 1941), актёр и режиссёр
- Караченцов, Николай Петрович (1944—2018), актёр театра и кино
- Катин-Ярцев, Юрий Васильевич (1921—1994), актёр театра и кино
- Киндинов, Евгений Арсеньевич (род. 1945), актёр театра и кино
- Королёва, Елена Георгиевна (1937—2008), актриса
- Колычёв, Юрий Осипович (1928—2019), актёр
- Котов, Георгий Валерьянович (1940—2017), актёр Омского Музыкального театра
- Кривошеев, Вячеслав Григорьевич (1930—1994), актёр
- Купченко, Ирина Петровна (род. 1948), актриса театра и кино
- Ледогоров, Игорь Вадимович (1932—2005), актёр театра и кино
- Лужина, Лариса Анатольевна (род. 1939), актриса
- Меньшов, Владимир Валентинович (1939—2021), актёр, режиссёр, сценарист, продюсер
- Мишле, Виталий Валерьянович (род. 1941), артист оперетты
- Мунтагиров, Александр Абубакирович (род. 1955), балетмейстер
- Мурадова, Саният Татамовна (1924—1992), актриса
- Пахомов, Владимир Михайлович (1942—2007), режиссёр
- Пикайзен, Виктор Александрович (1933—2023), скрипач[594]
- Плетнёв, Михаил Васильевич (род. 1957), пианист
- Полушин, Василий Серафимович (род. 1958), артист балета
- Попов, Евгений Митрофанович (род. 1951), артист балета
- Ростовцева, Клементина Ивановна (1924—2005), актриса
- Сергачёв, Виктор Николаевич (1934—2013), актёр театра и кино
- Солцаев, Мималт Мусаевич (1938—2013), режиссёр
- Стеблянко, Алексей Алексеевич (род. 1950), певец
- Урусова, Евдокия Юрьевна (1908—1996), актриса театра и кино
- Фельцман, Оскар Борисович (1921—2013), композитор
- Чеховская, Наталья Михайловна (род. 1960), балерина
- Чичков, Юрий Михайлович (1929—1990), композитор
- Ширвиндт, Александр Анатольевич (1934—2024), актёр театра и кино

## 1990-е годы

### 1992 год
3 января 1992 года, № 241-н

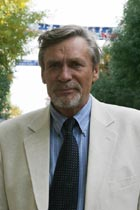
А. Я. Михайлов

- Богодух, Игорь Александрович (1938—2020) — артист Ростовского академического театра драмы имени М. Горького[595]

3 января 1992 года, № 242-н
- Заседателева (Бабкина), Надежда Георгиевна (р. 1950) — художественный руководитель вокального ансамбля «Русская песня» Московской концертной организации (Москонцерт)[596]

3 января 1992 года, № 243-н
- Мерденов, Юрий Петрович (1936—2021) — артист Всесоюзного творческо-производственного объединения государственных цирков «Союзгосцирк», город Москва[597]

8 января 1992 года, № 261-н
- Евдокимова, Алевтина Николаевна (1939—2025) — артистка Государственного академического Малого театра СССР, город Москва[598]

3 февраля 1992 года, № 95
- Соломин, Виталий Мефодьевич (1941—2002) — артист Государственного академического Малого театра, город Москва[599]

3 февраля 1992 года, № 96
- Лякина, Тамара Ивановна (р. 1939) — артистка Московского драматического театра имени А. С. Пушкина[600]

3 февраля 1992 года, № 99
- Михайлов, Александр Яковлевич (р. 1944) — артист Государственного академического Малого театра, город Москва[601]

4 февраля 1992 года, № 106
- Сидельников, Николай Николаевич (1930—1992) — композитор, город Москва[602]

4 февраля 1992 года, № 108
- Солодахин, Владимир Михайлович (р. 1947) — дирижёр — начальник военного образцового оркестра Военно-морского Флота, капитан I ранга[603]